# Exportations d'armes de la France
Vous lisez un « article de qualité » labellisé en 2019.

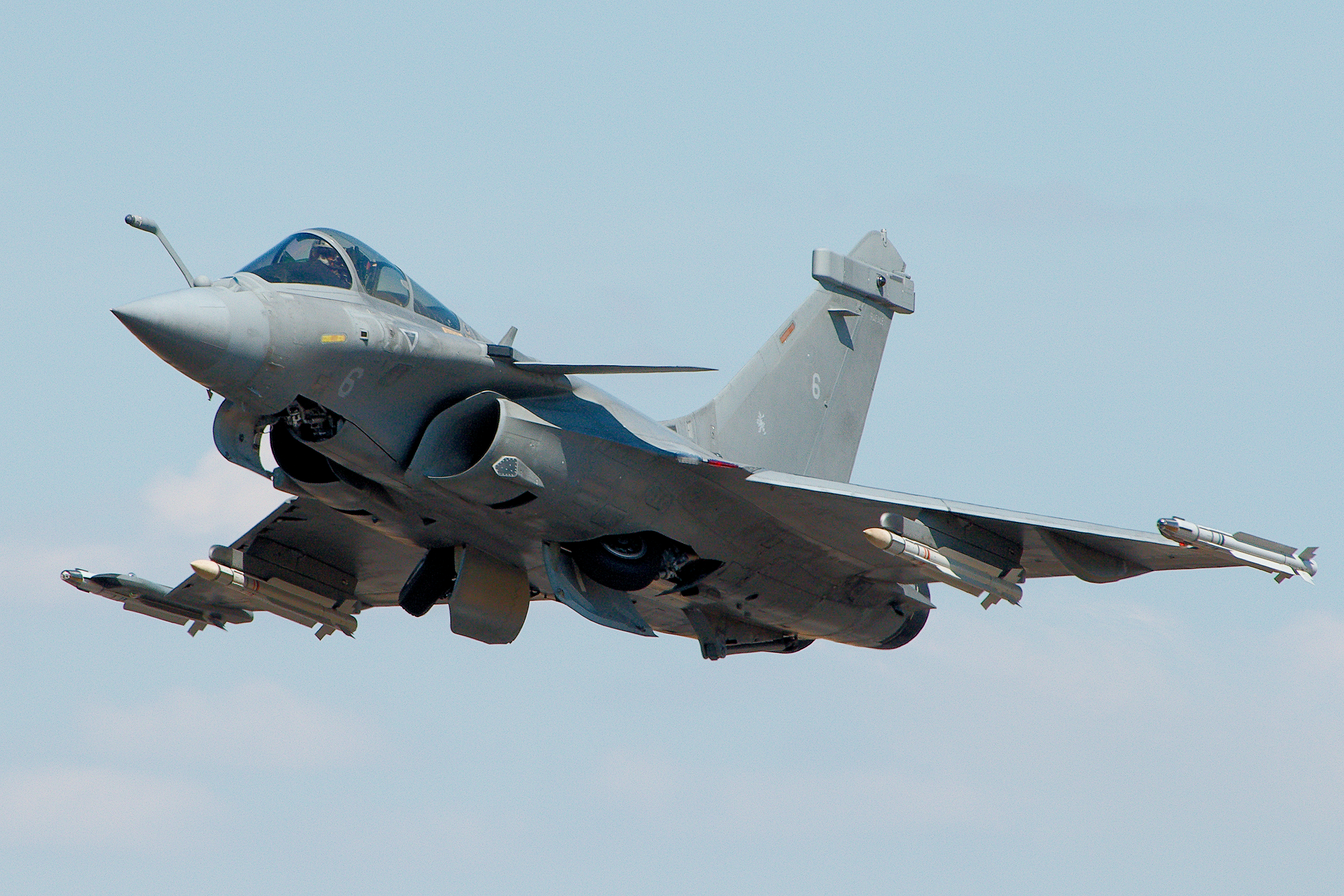
Un avion de combat Rafale, produit par l'entreprise française Dassault Aviation. L’Égypte, l'Inde et le Qatar ont acquis plusieurs de ces avions militaires depuis 2015.

La France, dotée d'un complexe militaro-industriel, exporte de l'armement auprès d'États étrangers. C'est dans les années 2010 le troisième pays exportateur d'armement au monde, derrière les États-Unis et la Russie ; l'Hexagone a toujours figuré depuis les années 1950 parmi les cinq premiers exportateurs mondiaux d'armes.
Ces ventes d'armes sont opérées par des entreprises industrielles qui comptent souvent l'État parmi leurs actionnaires ; elles constituent la base industrielle et technologique de défense. La puissance publique joue un rôle moteur dans les exportations au travers d'une politique volontariste amorcée dans les années 1960 par le président Charles de Gaulle, pour des motifs autant économiques que politiques et diplomatiques. La vente de matériel militaire à l'étranger représente en effet environ un tiers du chiffre d'affaires de l'industrie de l'armement, participe positivement à la balance commerciale du pays et assure plusieurs dizaines de milliers d'emplois. Sur le plan politique, les exportations sont jugées indispensables pour amortir le coût de la recherche et développement militaire et ainsi rentabiliser l'industrie de la défense, considérée par les gouvernements successifs comme un instrument essentiel de l'indépendance de la France. Elles servent également la diplomatie française, notamment pendant la guerre froide en favorisant le non-alignement des pays du tiers monde.
Bien qu'étant astreintes à un cadre légal national — d'autorisation préalable par une licence d'exportation — et international croissant au fil des années, les exportations d'armes françaises sont l'objet de nombreuses critiques d'ordre éthique et parfois juridique : l'État et les industriels français arment à diverses reprises des pays en guerre (par exemple durant la guerre Iran-Irak des années 1980), d'autres accusés de crimes de guerre (comme l'Arabie saoudite et les Émirats arabes unis qui interviennent au Yémen dans les années 2010), ainsi que des dictatures ou régimes autoritaires qui peuvent les utiliser contre leur peuple en bafouant les droits humains (c'est le cas de l'Afrique du Sud au cours des décennies 1970 et 1980 avec l'apartheid, ainsi que de l'Égypte dans les années 2010). Enfin, au moins jusqu'au début des années 2000, la vente d'armes françaises fait l'objet d'une corruption omniprésente.

## Enjeux économiques, diplomatiques et historiques
L'exportation de matériel d'armement par la France procède jusqu'à l'entre-deux-guerres d'initiatives essentiellement privées des marchands d'armes (notamment Schneider et Cie) avec cependant « une intervention progressive de l'État », explique Emmanuel Guematcha, docteur en droit international public. Celle-ci s'accélère fortement après la Première Guerre mondiale : les « marchands de canons » sont alors accusés par les milieux antimilitaristes et socialistes d'être responsables des horreurs de cette dernière et d'être des profiteurs de guerre,,,.
Après la Seconde Guerre mondiale voient le jour des politiques publiques en matière d'exportation, guidées depuis les années 1960 par des objectifs politiques, essentiellement économiques et diplomatiques. L'économiste et chercheur à l'École des hautes études en sciences sociales Jean-Paul Hébert écrit ainsi :

« La période 1960-1972 apparaît comme une période fondatrice, comme celle où se mettent en place les conditions politiques, économiques et structurelles qui permettront ultérieurement l’important développement des contrats d’exportation (en particulier dans la période 1974-1986) et l’expansion du secteur français de l’armement. »

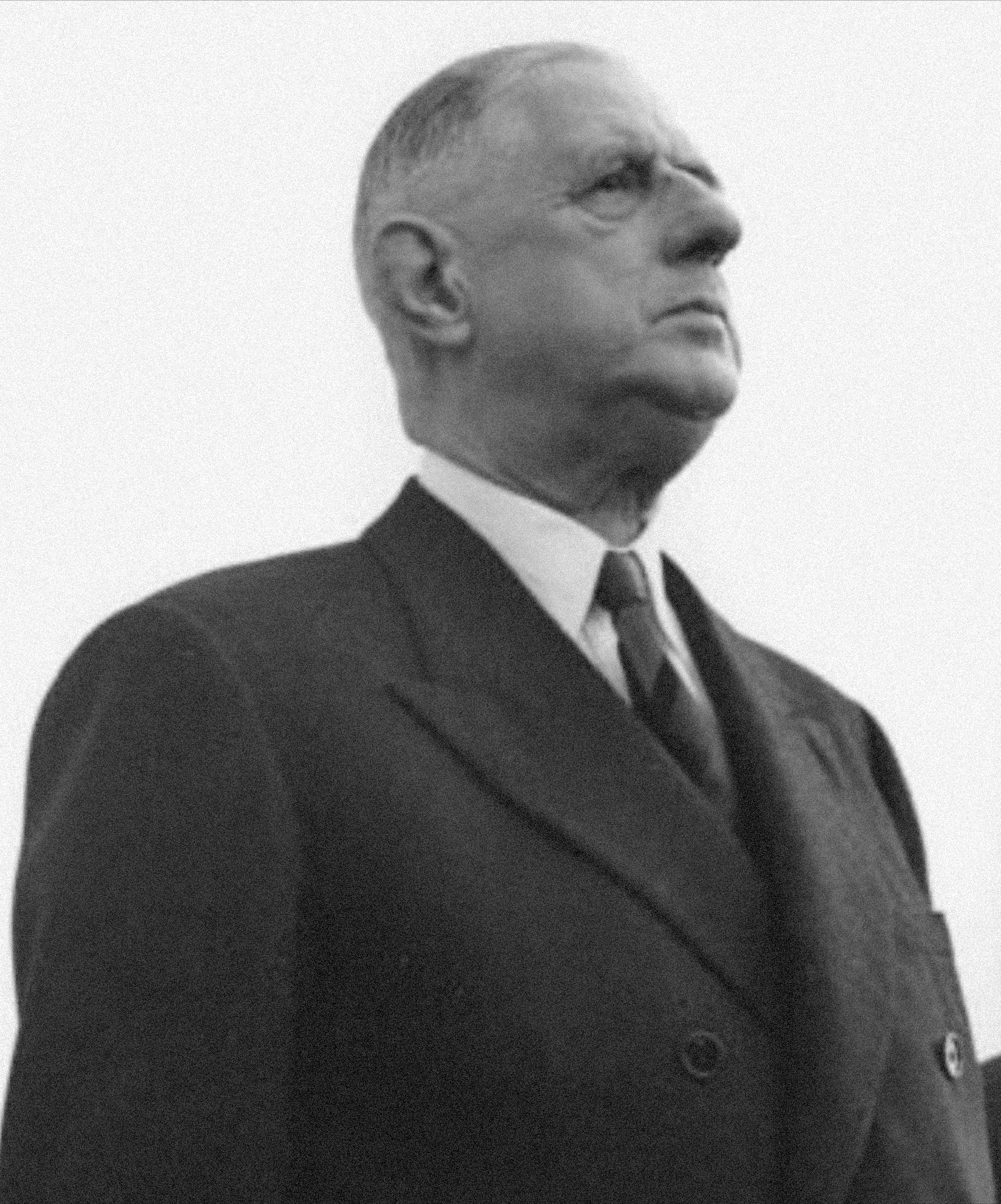
Le président français Charles de Gaulle en 1961.

Selon Lucie Béraud-Sudreau, chercheuse en économie de la défense, « le soutien aux exportations d’armement en France découle des orientations de la politique étrangère et de défense nées sous la présidence de Charles de Gaulle (1959-1969) », lequel amène l'État à investir dans la base industrielle et technologique de défense française pour donner une réalité aux notions de souveraineté, d'indépendance et de grandeur qu'il promeut pour le pays,. Parmi les instruments politiques, légaux et financiers mis en place figurent la création en 1961 de la délégation ministérielle pour l'Armement (DMA) — ancêtre de la direction générale de l'Armement (DGA) — ainsi que « l'article 90 », procédure qui permet aux industriels de bénéficier d'une avance financière de l'État pour leurs projets d'armements ayant vocation à être exportés,,.
Si Jean Klein, chargé de recherche au Centre national de la recherche scientifique (CNRS), fait remonter aux années 1960 l'apparition des « traits spécifiques de la politique française » en matière de ventes d'armes, pour Jean-Paul Hébert il ne semble pas exister de véritable politique d'armement, d'orientation des exportations, au début de la décennie. D'après lui, ce sont probablement les interrogations et contestations politiques qui émergent en 1970, lorsque la France rompt symboliquement avec ses ventes à l'État d'Israël pour désormais exporter auprès de pays arabes (cf. infra), qui amènent l'État à élaborer une orientation stratégique en la matière — le ministre des Affaires étrangères, Maurice Schumann, déclare ainsi devant l'Assemblée nationale en 1970 : « en vérité, il n’y a pas de politique française des contrats d’armement ». Le livre blanc sur la défense nationale de 1972 constitue dès lors l'« expression la plus achevée [de cette] période d’élaboration politique » (Jean-Paul Hébert), et consacre deux argumentations,.
Le premier argument est économique : en effet, le budget de l'État — et donc les commandes d'armement nationales, le marché intérieur — ne suffisent pas à « soutenir une industrie de défense moderne », au regard notamment des importants investissements nécessaires en recherche et développement ; les exportations (de même que la poursuite de fins civiles à l'aide d'innovations militaires) sont de ce fait nécessaires sur le plan économique à la politique de défense française,.
Le second argument est politique et diplomatique : la vente d'armes à des pays étrangers (notamment du tiers monde) est pour ces derniers un outil d'indépendance à l'égard des deux grandes puissances que sont alors les États-Unis et l'Union des républiques socialistes soviétiques (URSS). Cette orientation découle du « refus des blocs, c’est-à-dire le non-alignement sur les grandes puissances ». Ainsi que l'explique Lucie Béraud-Sudreau, cette motivation politique est commune aux présidences de Charles de Gaulle, Valéry Giscard d'Estaing et François Mitterrand,.
La politique volontariste de la France en matière de défense, perçue comme l'instrument de l'autonomie du pays, est poursuivie par les présidents et gouvernements successifs et forme un consensus politique toujours en vigueur dans les années 2010,, en dépit de la dépendance économique aux exportations qu'elle entraîne. Cette dépendance fait de la France un État « gardien », dans la typologie des États exportateurs imaginée par les chercheurs Lucie Béraud-Sudreau et Hugo Meijer. Ce type d'État « souhaite […] éviter les transferts de technologies sensibles », mais son faible marché intérieur l'oblige à trouver des débouchés à l'exportation et réduit sa marge de manœuvre stratégique, à l'inverse de l'État « hégémon » que sont les États-Unis : l'importance de son marché militaire intérieur « lui permet d’imposer des contrôles stricts [des exportations de matériel de pointe] en raison du faible coût de ces restrictions pour son industrie », « afin de préserver sa prééminence militaire ».
Au XXIe siècle, l'une des principales justifications des exportations demeure ainsi qu'elles permettent par économie d'échelle de réduire le coût de revient de l'armement utilisé par l'armée française, au regard du coût fixe élevé que constitue la recherche et développement, garantissant de la sorte la souveraineté de l'Hexagone sur le plan militaire,. La vente d'armements est aussi toujours « l'un des vecteurs de la puissance française à travers le monde », un outil d'influence géopolitique, écrit le journaliste Romain Mielcarek en 2017.

## Acteurs
Les exportations du complexe militaro-industriel français sont pour l'essentiel le fruit d'une volonté politique constante au fil des gouvernements (cf. supra) mise en œuvre par la direction générale de l'Armement, « véritable cheville ouvrière de la politique industrielle du ministère de la Défense » (L'Usine nouvelle).

### Groupes industriels d'armement
Les exportations françaises d'armement sont rendues possibles par son industrie militaire, qui entretient des liens forts avec l'État français dont elle dépend politiquement et économiquement : l'État achète la majeure partie de la production pour ses armées, investit dans la recherche et a le pouvoir d'autoriser ou d'interdire les exportations d'armements (vitales pour l'industrie puisqu'elles représentent environ un tiers de son chiffre d'affaires). Les acteurs industriels français contemporains sont des entreprises privées (Arquus, Dassault), dont la plupart ont pour actionnaire minoritaire ou majoritaire l'État (Safran, Thales, Airbus, MBDA, Naval Group, Nexter).
Les industries d'armement sont rassemblées au sein de trois grandes fédérations professionnelles : le Groupement des industries de défense et de sécurité terrestres et aéroterrestres (GICAT) — co-organisateur, avec le ministère de la Défense, du salon professionnel de l'armement Eurosatory —, le Groupement des industries françaises aéronautiques et spatiales (GIFAS) et le Groupement des industries de construction et activités navales (GICAN). Celles-ci, conjointement aux chambres de commerce et d'industrie, « jouent un rôle important » (selon la direction générale de l'Armement) dans le processus d'exportation d'armements.
Le GICAT, le GIFAS et le GICAN sont réunis au sein du Conseil des industries de défense (Cidef), organisme créé en 1990 et qui assure notamment le rôle de lobby auprès des élus pour le compte des industriels,.
Plusieurs salons professionnels permettent à ces derniers de mettre en valeur leurs produits : Eurosatory pour l'armement terrestre, Euronaval pour le matériel naval, le salon du Bourget pour l'aéronautique militaire et Milipol pour les équipements destinés à la sécurité intérieure.

### Direction générale de l'Armement et ministère de la Défense
La direction générale de l'Armement (DGA), rattachée au ministère des Armées (anciennement ministère de la Défense), a un rôle de maîtrise d'ouvrage quant à l'armement : elle est « responsable de la conception, de l'acquisition et de l'évaluation des systèmes qui équipent les forces armées » françaises, elle participe au financement de la recherche dans le domaine de l'armement (elle aide les grands groupes industriels comme les petites et moyennes entreprises) et elle joue un rôle central dans le soutien aux exportations d'armement,,. Elle est son « pivot » selon le docteur en gestion Didier Danet et fait figure d'« allié indispensable » pour les groupes industriels, note L'Usine nouvelle en 2017. Des militaires français, encadrés par la DGA, participent à la promotion du matériel hexagonal, principalement lors de salons professionnels,.
Les investissements de l'État dans la défense, inscrits dans des lois de programmation militaire, se font notamment au travers de commandes d'armement effectuées par la DGA pour équiper l'armée française, d'un montant annuel moyen situé entre 10 et 11 milliards d'euros,. Pour un équipement militaire, le fait d'avoir été acquis par l'armée française — voire, mieux encore, utilisé par cette dernière sur un théâtre d'opération — est un argument de vente supplémentaire dont peuvent faire usage les industriels et la DGA auprès de délégations étrangères,.
Outre la DGA, le ministère de la Défense peut lui aussi œuvrer à faciliter les exportations d'armes françaises. C'est particulièrement le cas lors du quinquennat de François Hollande, durant lequel le ministre de la Défense Jean-Yves Le Drian crée un groupe de conseillers nommé l'« Équipe France ». Réunissant chaque mois l'ensemble des parties prenantes (industriels, DGA, etc.) à des fins de coordination au sein du Comité ministériel des exportations de défense (Comed), l'« équipe France » démarche activement les États étrangers pour y signer de nouveaux contrats, non sans succès,,,,.
Les contrats de vente d'armement font généralement l'objet de clauses de compensations industrielles décidées par l'État importateur : en contrepartie de la vente de matériels ou technologies d'armement, l'État vendeur doit réinvestir une part (pouvant s'élever à 100 %) du montant du contrat dans l'économie du pays acquéreur. Ces compensations peuvent être directes, c'est-à-dire dans le domaine de l'armement (par exemple production d'une partie du matériel vendu dans le pays acquéreur ou transfert de technologie vers celui-ci) ou indirects, c'est-à-dire réalisés dans un secteur autre que celui de l'armement, éventuellement par le biais d'entreprises françaises tierces. À l'origine souvent requis par des pays émergents désireux de développer leur base industrielle et technologique de défense, les compensations tendent à se généraliser,,,.

### Offices d'armement
La promotion du matériel de guerre français à l'étranger passe aussi par des offices de vente, souvent publics ou avec une participation de l'État : ils rassemblent les industriels et sont des intermédiaires indispensables à la négociation des contrats jusqu'à la fin du XXe siècle. L'un des plus connus est la Société française d’exportation de systèmes d’armes (Sofresa), créée en 1974 par le gouvernement Messmer et dédiée au Moyen-Orient, en particulier à l'Arabie saoudite,. Un certain nombre d'offices datent cependant d'avant-guerre. Ces sociétés sont régulièrement soupçonnées de corruption, notamment au moyen de commissions et rétrocommissions (cf. infra),,. La Société française d'exportation de matériels, systèmes et services relevant du ministère de l'Intérieur (Sofremi) est ainsi accusée en 2000 de pratiquer le trafic d'armes ; Libération juge alors le système des offices d'armement à « la limite de la légalité ».
La plupart de ces offices voient l'État s'en désengager dans les années 1990 et rencontrent des difficultés financières. À la Sofresa succède cependant en 2008 l'Office français d'exportation d'armement (ODAS) qui représente en Arabie saoudite les intérêts de l'État et des industriels français ; une décennie plus tard, il perd en influence, en partie en raison de la « marginalisation progressive » de la France auprès des Saoudiens.
Des organismes de statut privé (COFRAS, NAVCO, AIRCO, etc., qui donneront notamment naissance à Défense conseil international) sont quant à eux chargés de la maintenance du matériel sur place, une fois celui-ci exporté.

### Intermédiaires privés
En France comme ailleurs, les industriels de l'armement ne sont pas les seuls à négocier avec les pays clients. Des hommes d'affaires rémunérés par l'entreprise vendeuse font figure d'intermédiaires et démarchent les États pouvant faire figure de clients et, pour convaincre les décideurs d'acquérir un matériel d'armement, versent souvent des commissions à toute personne susceptible d'intercéder en faveur de l'achat,,. Le marché de l'armement est en effet monopsone et la compétition entre fournisseurs souvent rude,. Jusqu'à un changement législatif en 2000, le versement de commissions à des agents publics étrangers, bien qu'il relève de la corruption et soit à ce titre critiqué, apparaît légal au regard de la loi française (cf. infra).

### Historique des principaux clients
Les États clients de la France fluctuent au fil du temps car ils dépendent des relations diplomatiques entretenues par cette dernière ainsi que du contexte géopolitique et économique international.

#### Fin duXIXesiècleet début duXXesiècle
La défaite de la France au terme de la guerre franco-allemande de 1870, due notamment à la supériorité technique des canons prussiens Krupp, conduit le chef de l'État, Adolphe Thiers, à demander à l'aciérie Schneider et Cie, grand groupe industriel français de l'époque, de développer des canons plus modernes. Celle-ci, à l'aide d'un acier plus résistant, se tourne massivement vers la construction de matériel militaire. Ce développement industriel, en premier lieu destiné aux arsenaux de l'État, est rendu possible par l'ouverture de débouchés à l'international, en raison d'un changement législatif : une loi de 1884 « supprime toute entrave à la vente de matériel de guerre aux pays étrangers », permettant à Schneider et Cie de se mesurer aux industriels mondiaux de l'armement. Des canons ou éléments de canons sont ainsi vendus aux marines italienne et espagnole, puis le Japon devient l'un des principaux clients de la manufacture française — en quasi-monopole dans l'Hexagone — à la fin du siècle,.
Jusqu'au début de la Première Guerre mondiale, Schneider et Cie produit et vend aussi à des pays étrangers (la marine italienne, l'entreprise américaine Bethlehem Steel via une licence de production, etc.) des blindages en acier pour navires de guerre (notamment des cuirassés), destinés à les protéger d'obus et torpilles toujours plus puissants. En 1898, 60 % du matériel d'armement fabriqué par Schneider et Cie est destiné à l'exportation.
Les Forges et chantiers de la Méditerranée produisent des navires de guerre, à partir des années 1880, à la fois pour la marine française et pour des pays étrangers (Espagne, royaume de Grèce, empire du Japon, Empire russe). Cette entreprise privée est utilisée par l'État pour sa politique étrangère ; les exportations ne sont ainsi souvent autorisées que vers des pays alliés.

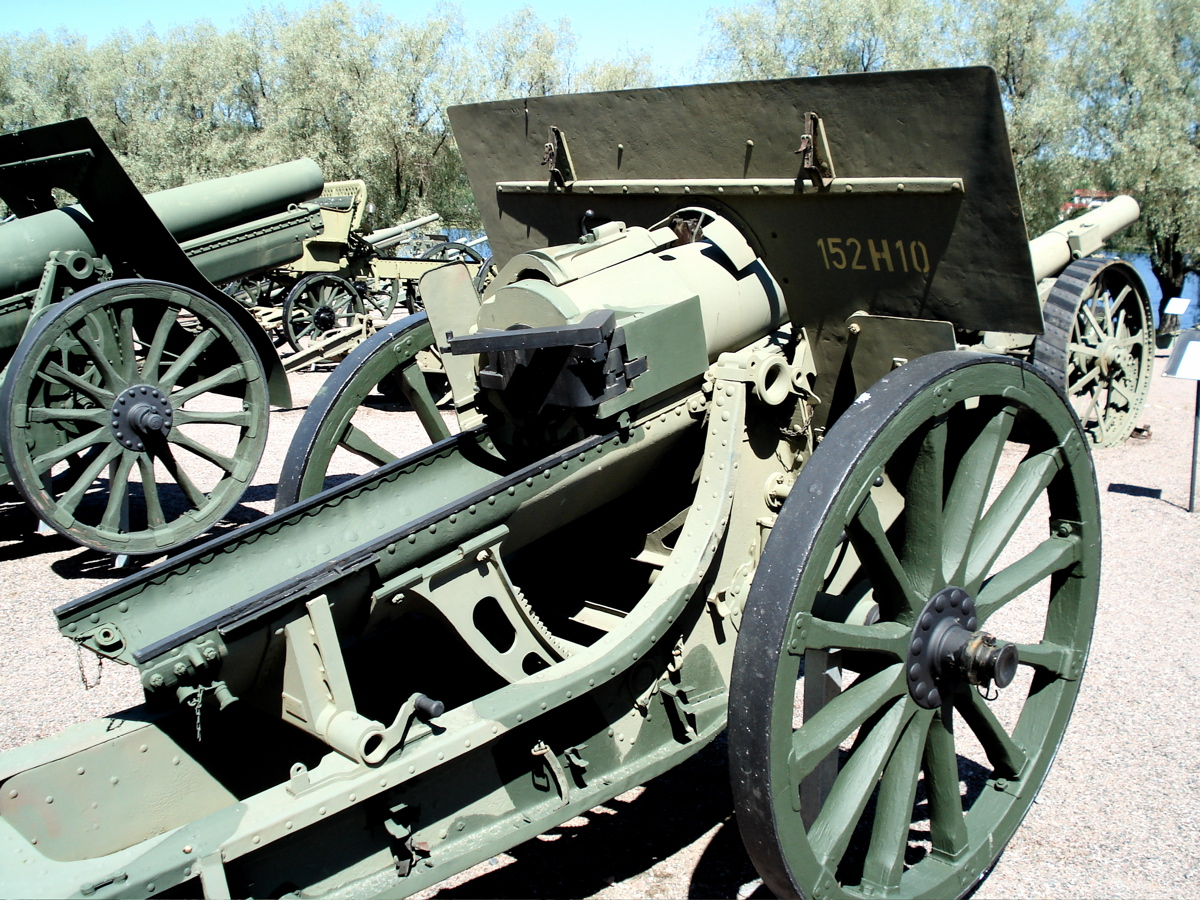
Un obusier Schneider modèle 1910 de 152 mm fabriqué à Perm dans l'Empire russe en 1917.

Entre 1905 et 1908, Schneider et Cie livre 1 200 canons à une vingtaine de pays, en majorité dans les Balkans où ils sont notamment utilisés lors des guerres balkaniques de 1912-1913. En 1906 et 1907, l'entreprise exporte notamment 400 000 munitions vers l'Empire russe, un client majeur,. Le 12 juillet 1907, la Russie passe commande de toute une gamme de pièces d'artillerie, une partie à construire à partir de 1909 au Creusot, le reste sous licence chez Poutiloff à Saint-Pétersbourg et Perm. Plusieurs de ces modèles sont ensuite adaptés aux calibres français et utilisés par l'artillerie française pendant la Première Guerre mondiale :
- canons de montagne de trois pouces modèle 1909 (soit 76,2 mm) ;
- canons de 42 lignes modèle 1910 (soit 106,7 mm), utilisé en France comme 105 mm modèle 1913[61] ;
- canons de siège de six pouces modèle 1909 (152,4 mm), en France le 155 mm L 1877/1914 ;
- obusiers de campagne de six pouces modèle 1910 (152,4 mm), en France le 155 mm C 1915 ;
- obusiers de huit pouces (soit 203,2 mm) ;
- mortiers de neuf pouces (soit 229 mm), en France le 220 mm modèle 1915 TR ;
- mortiers de ouze pouces modèle 1912 (soit 279,4 mm), en France le 280 mm modèle 1914[62].

En 1909 sont exportés pour la première fois des sous-marins, conçus par l'ingénieur Maxime Laubeuf,.

#### Guerres mondiales et entre-deux-guerres
Lorsque la Première Guerre mondiale éclate en 1914, la France voit naître une économie de guerre tournée vers la production d'armement. Celui-ci est avant tout destiné à l'armée française, mais est également livré aux alliés de la France. Des canons français sont notamment exportés voire fabriqués en Russie — membre de la Triple-Entente et client majeur de la France — et des livraisons destinées à l'Italie et aux États-Unis après que ceux-ci ont rejoint les Alliés en 1915 et 1917. Diverses entreprises françaises de l'armement (Schneider et Cie, les constructeurs d'aéronautique Blériot ou Hanriot, etc.) fournissent ainsi en matériel la Serbie, la Belgique, la Grèce, le Royaume-Uni, l'Italie, les États-Unis…

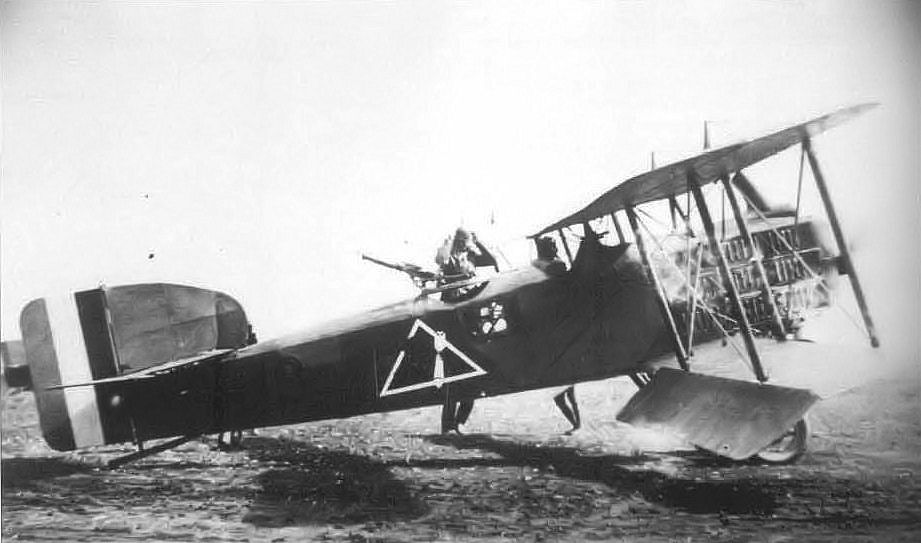
Un Breguet 14 du United States Army Air Service, photographié en 1918.

En particulier, un partenariat aéronautique est noué entre Français et Américains : les Français espèrent initialement que les seconds leur fournissent des avions ; l'avance française en matière de technologies aéronautiques conduit finalement l'Hexagone à livrer des aéronefs outre-Atlantique et à y faire fabriquer certains composants aéronautiques, sous la houlette d'André Tardieu côté français, dont l'interlocuteur principal est le général américain John Pershing à la tête de l'American Expeditionary Force (AEF). « Le 30 août 1917, un contrat portant sur une commande de 2 000 avions de chasse SPAD et Nieuport, 1 500 appareils de bombardement et d’observation Breguet 14 et 8 500 moteurs » est ainsi signé, narrent les historiens Marie-Catherine Villatoux et Patrick Facon, et fait figure de succès commercial ; cependant, le contrat n'est que partiellement respecté et les livraisons mutuelles de matériel souffrent de retards chroniques, même si la France parvient à équiper l'AEF. Au total, sur 6 364 avions que perçoit le United States Army Air Service, 4 874 avions sont français.

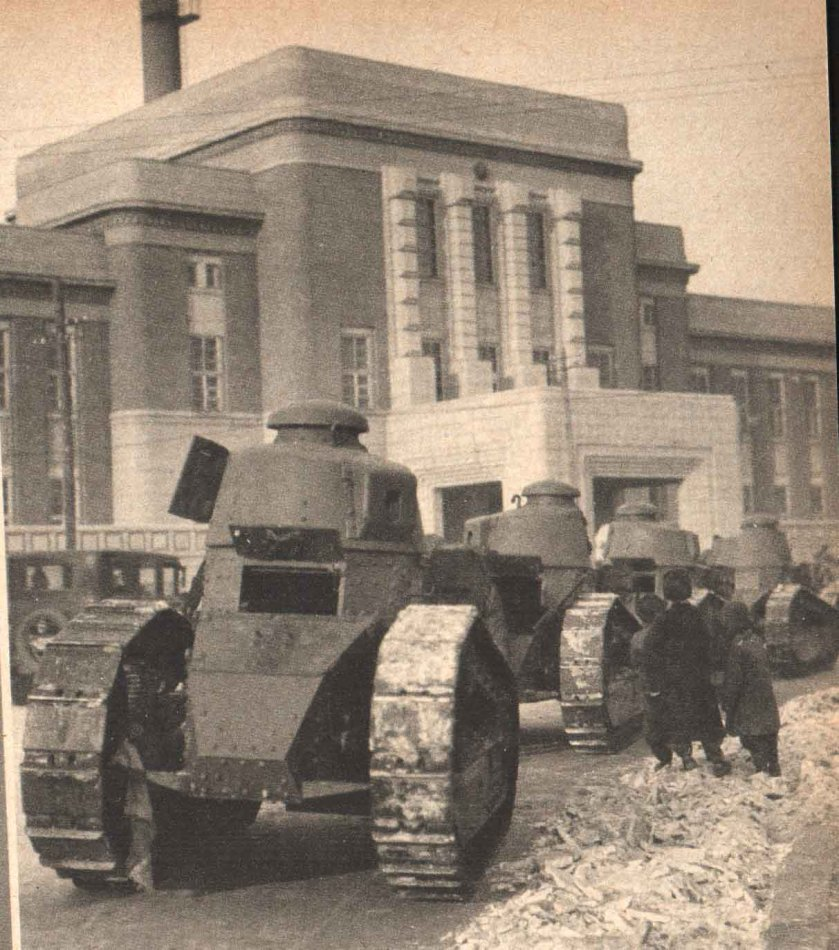
Chars FT de la clique du Fengtian chinoise capturés en 1931 par l'armée impériale japonaise qui dispose alors du même blindé.

Au sortir de la guerre, la France est le premier exportateur mondial d'avions (civils comme militaires, les deux étant alors intimement liés).
Elle exporte également des chars de combat, nouvelle arme décisive apparue en 1916. À partir de 1919, le char FT de Renault n'est plus produit que pour l'export. Son succès est considérable et il est le premier tank de nombreux pays. Les États-Unis produisent sous licence le M1917 light tank (surnommé 6 Ton Tank), dérivé du char français, qui est leur premier blindé fabriqué en masse ; il est actif jusqu'à la fin des années 1930. Le char FT, outre ses exportations et productions sous licence, inspire d'autres pays, voire est copié : les Bolchéviques s'emparent ainsi de plusieurs exemplaires utilisés par les Russes blancs durant la guerre civile russe et fabriquent une copie nommée « Russky Reno », premier char du complexe militaro-industriel soviétique et qui inspirera ultérieurement le T-18.
Durant l'entre-deux-guerres, après l'effondrement des puissances centrales et tandis que la révolution russe conduit la France à perdre un de ses alliés, l'État français s'attache sur le plan diplomatique à se rapprocher des nouveaux États d'Europe centrale, en vue de se protéger de l'Allemagne,. Cette politique, qui vise particulièrement la Tchécoslovaquie, la Pologne, la Roumanie et la Yougoslavie, se décline sur les plans économique et militaire, avec des exportations d'armes françaises, notamment dans l'aéronautique. La Pologne bénéficie ainsi de l'aide de la France pour son réarmement, entre autres sous la forme d'avances financières : plus d'un millier d'avions sont exportés depuis la France ou produits en Pologne avec une assistance française dans les années 1920 et l'artillerie et la marine polonaises font l'objet d'une modernisation. Les ventes d'armes en Europe centrale sont aussi le fait des usines Škoda : celles-ci sont tchèques mais comptent des ingénieurs de l'entreprise française Schneider et Cie et une partie de la production se fait sous licences françaises.
Ces livraisons d'armes se poursuivent à la veille de la Seconde Guerre mondiale, plusieurs centaines de chars Renault R35 étant par exemple livrées à la Pologne (envahie par l'Allemagne et l'URSS en 1939), à la Roumanie (occupée par la Wehrmacht à partir de 1940) et à l'Armée de terre turque (livraison début 1940). Les forces aériennes royales roumaines sont équipées avec un matériel particulièrement hétéroclite : des avions de fabrication italienne (des Savoia-Marchetti S.79, avec des moteurs Gnome-Rhône K.14), britannique, française (des Potez 56), américaine, allemande, polonaise et roumaine. En 1937-1938, la Roumanie achète et fait venir en vol vingt bombardiers légers bimoteurs Potez 633 et dix bombardiers moyens Bloch 210.

#### Années 1950 et 1960

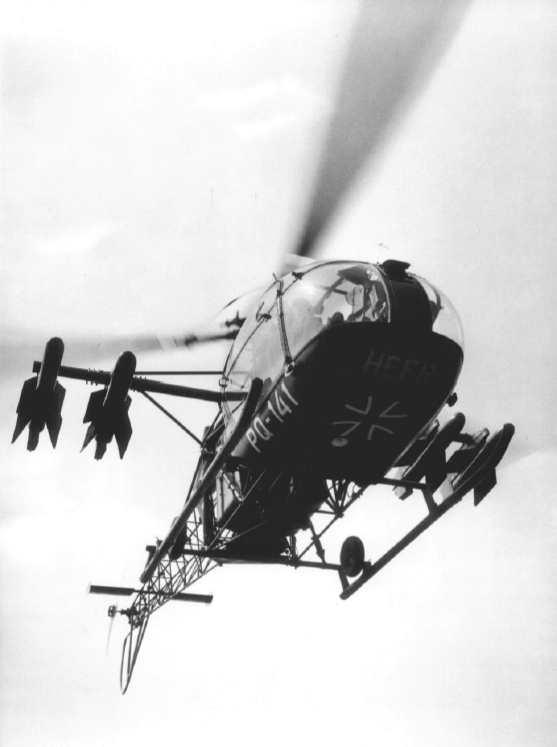
Alouette II, de l'aviation de l'armée de terre ouest-allemande, armée de quatre missiles antichar Nord SS.11, en 1960.

Les années 1950, du fait des besoins militaires générés par les engagements de l'armée dans les guerres coloniales, en Indochine puis en Algérie, ne voient pas de véritable politique d'exportation émerger. La France compte néanmoins deux clients importants : le jeune État d'Israël et l'Inde, indépendante depuis 1947. En 1953, cette dernière acquiert 71 avions Ouragan, tandis qu'Israël en commande 24. Le véhicule de reconnaissance blindée Hotchkiss TT 6 vendu en 1956 à 2 600 unités avec ses dérivés à la nouvellement constituée armée de terre ouest-allemande est également l'un des plus gros succès d'exportation de l'industrie militaire française à cette période.

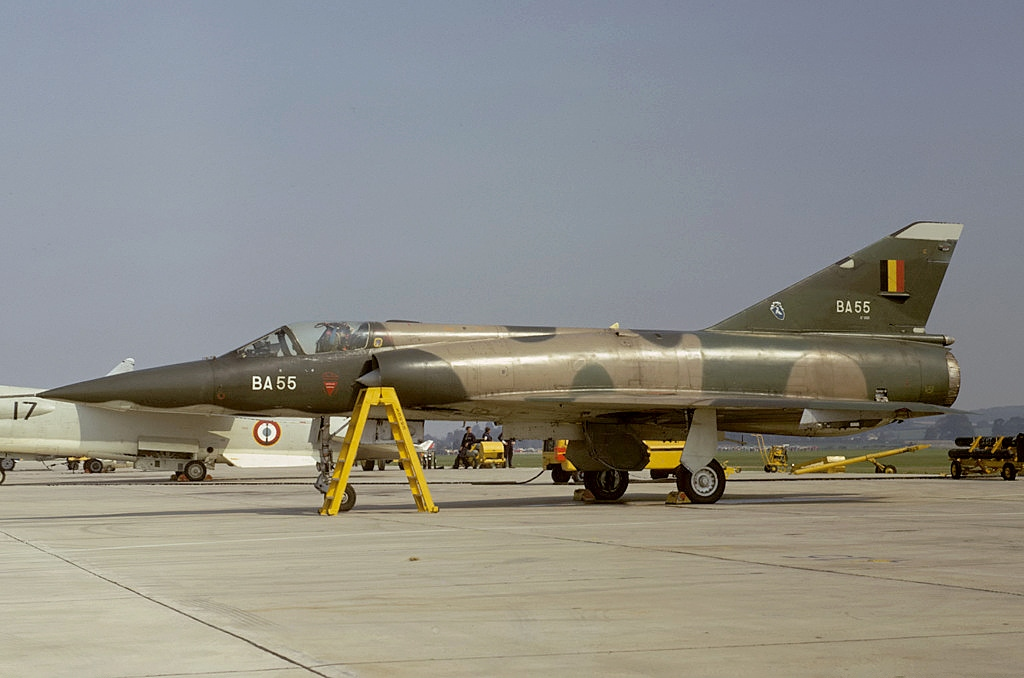
Un Mirage 5 belge, photographié en 1973. Les cinquante avions commandés par Israël en 1966 ne lui seront jamais livrés.

L'État hébreu devient au début des années 1950 et jusqu'en 1967 le principal client de la France (qui est aussi son principal fournisseur), pour des raisons essentiellement géopolitiques : il est alors un allié de la France dans la lutte contre le nationalisme arabe et dans le contexte de la guerre d'Algérie. En 1967 néanmoins, le président Charles de Gaulle impose un embargo aux belligérants de la guerre des Six Jours, parmi lesquels Israël, qui se trouve avoir commandé à la France cinquante Mirage 5 l'année précédente ; cette date marque la fin des ventes d'armement à Israël, qui s'approvisionnera désormais auprès des États-Unis.

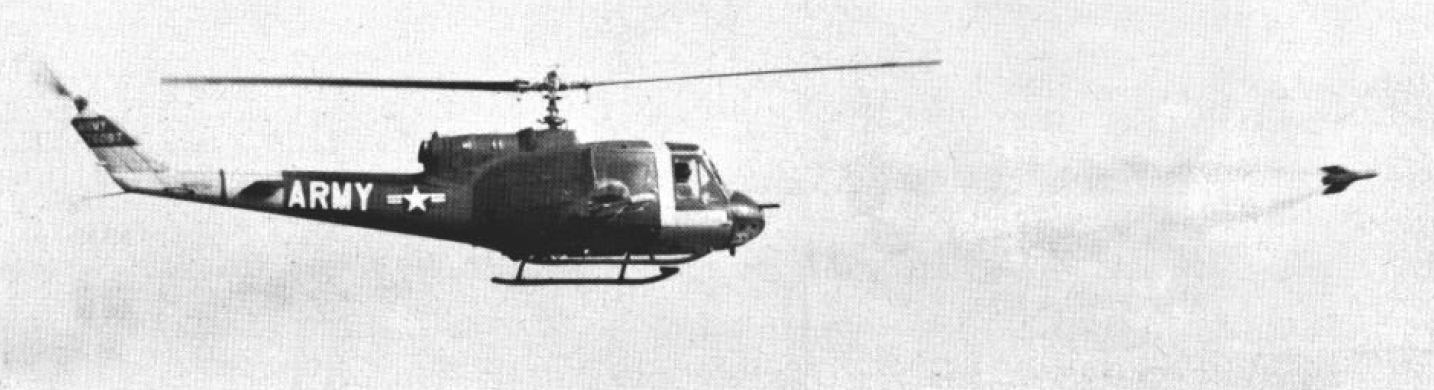
Un UH-1 de l'US Army tirant un missile antichar Nord SS.11. Jusqu'au développement de leurs propres programmes au début des années 1970, les États-Unis utilisent des missiles antichars de conception française.

Les années 1960 marquent l'émergence d'une politique française d'exportation volontariste (cf. supra), à destination pour l'essentiel de clients autres que les pays développés. En effet, ces derniers (— en particulier les membres de l'Organisation du traité de l'Atlantique nord (OTAN) —) sont la « chasse gardée des États-Unis en ce qui concerne les matériels majeurs », souligne l'économiste et chercheur à l'École des hautes études en sciences sociales Jean-Paul Hébert. Entre 1961 et 1990, l'Europe et l'OTAN représentent ainsi 27 % des exportations françaises : la France quitte le commandement intégré de l'organisation en 1966 sous l'impulsion de Charles de Gaulle, ce qui « constitue un handicap pour l'exportation d'armes françaises vers les pays alliés » écrit Jean Klein, chargé de recherche au Centre national de la recherche scientifique (CNRS). Dès lors, la France exporte « dans les interstices de la politique américaine ».

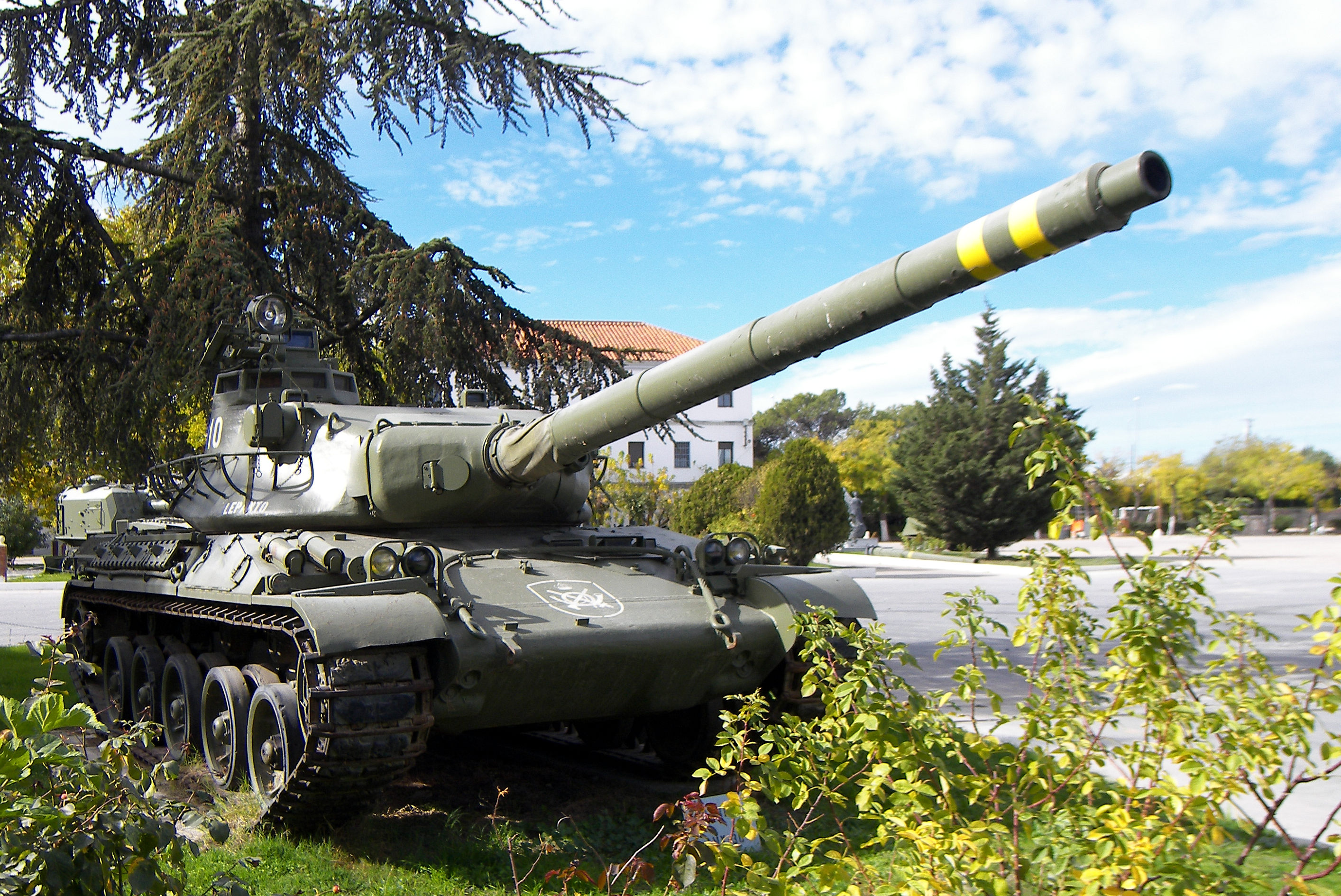
Un AMX-30E exposé, anciennement de l'armée espagnole. 299 unités de ce char de combat principal ont été construites, dont 19 unités en 1970 par le GIAT en France et 280 unités de 1974 à 1983 sous licence par l'Empresa Nacional Santa Barbara.

De 1965 à 1985 environ, « âge d'or » des ventes d'armement, le contexte global de guerre froide, ainsi que la décolonisation qui fait naître des États désireux d'affirmer leur souveraineté, participent à un marché de l'armement vigoureux. L'Afrique du Sud compte également parmi les principaux clients de la France, plus encore après la fin des relations commerciales avec Israël — de 1969 à 1972, le pays figure parmi les cinq premiers acheteurs de matériel d'armement français — bien que, sous le coup d'un embargo partiel décidé en 1977 par les Nations unies en raison de sa politique d'apartheid, il développe peu à peu ses propres capacités industrielles en matière militaire.
Toujours au tournant des années 1970, les dictatures que sont l'Espagne franquiste, la Grèce des colonels et le Portugal de Salazar comptent pour approximativement 10 % des exportations d'armes françaises, lesquelles font également une incursion notable mais éphémère en Amérique latine (Pérou en 1967, puis Argentine, Brésil, Venezuela, Colombie et Équateur jusqu'en 1971), jusqu'alors quasi-monopole des États-Unis.

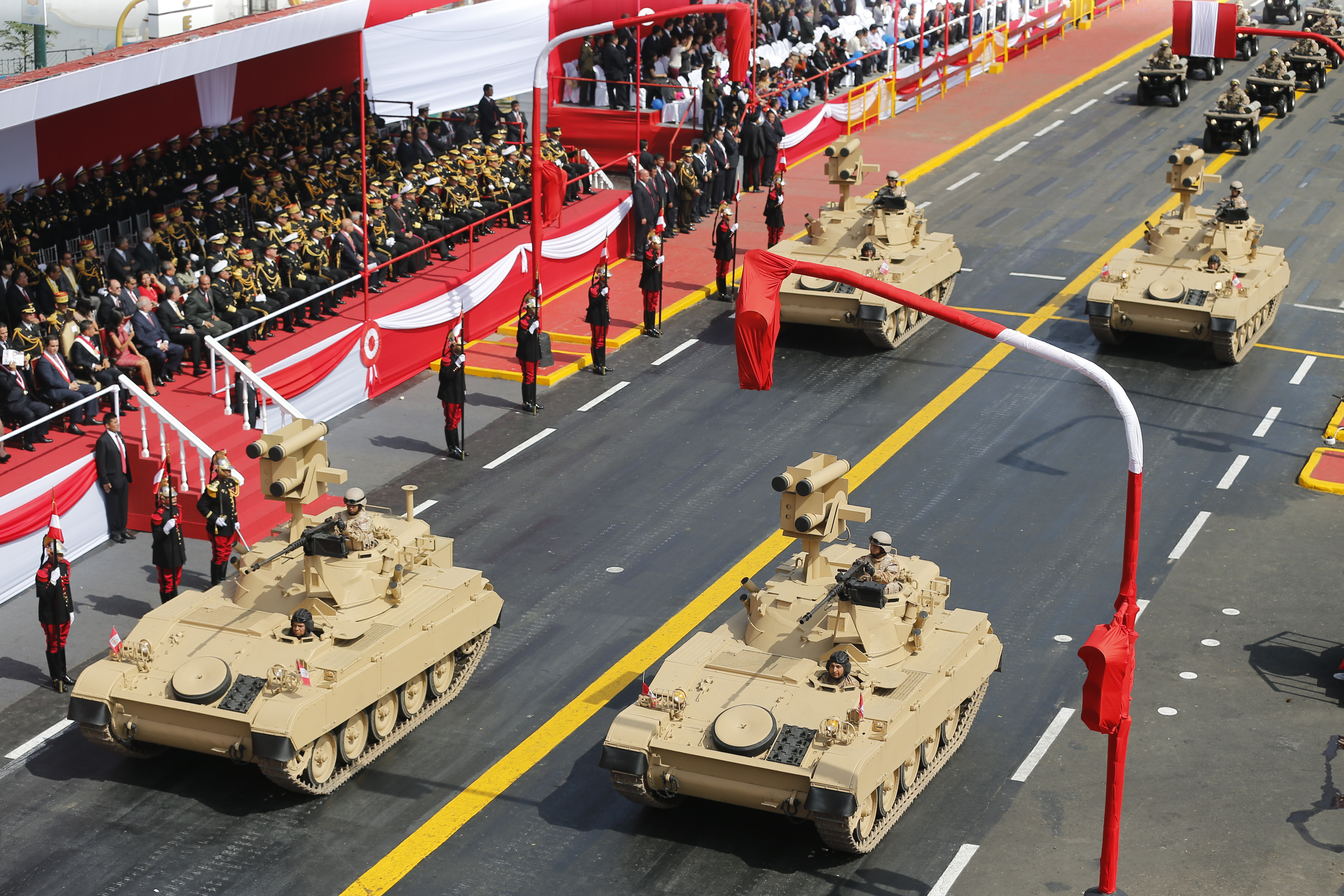
Des AMX-13 Alacrán de l'armée péruvienne avec lance-missiles antichars 9M133 Kornet en 2015.

Entre 1968 et 1972, selon les données de la DGA, l'Europe de l'Ouest et l'Amérique du Nord sont les principaux destinataires des exportations d'armement françaises, représentant environ 50 % de celles-ci en moyenne ; sur cette même période, le matériel aéronautique compte pour 70 à 75 % des exportations (toutes régions confondues).

#### Années 1970 et 1980
« Au début de 1970, la vente de 110 Mirage à la Libye […] contrastant avec le blocus sur la livraison des 50 Mirage 5 commandés par Israël symbolise les nouvelles orientations du commerce français », écrit l'historien Jacques Frémeaux. Bien que la France ait déjà exporté de l'armement à l'Arabie saoudite, à l'Irak et à l'Iran en 1968 et 1969, la vente des Mirage « est ressenti[e] comme un basculement de la politique française d’un soutien à Israël vers un soutien aux pays arabes » (Jean-Paul Hébert), qui sont dès lors des clients réguliers de l'Hexagone,. Entre 1961 et 1990, le Moyen-Orient compte pour 31 % des exportations d'armement françaises ; au début des années 1980, pendant la guerre Iran-Irak, 45 % des exportations, en valeur, sont à destination de cette région. « En 1984, par exemple, on trouve des Mirage V ou F1 dans les forces aériennes d’Égypte, Irak, Jordanie, Koweit, Libye, Maroc, et des Émirats arabes unis », relate Jacques Frémeaux.

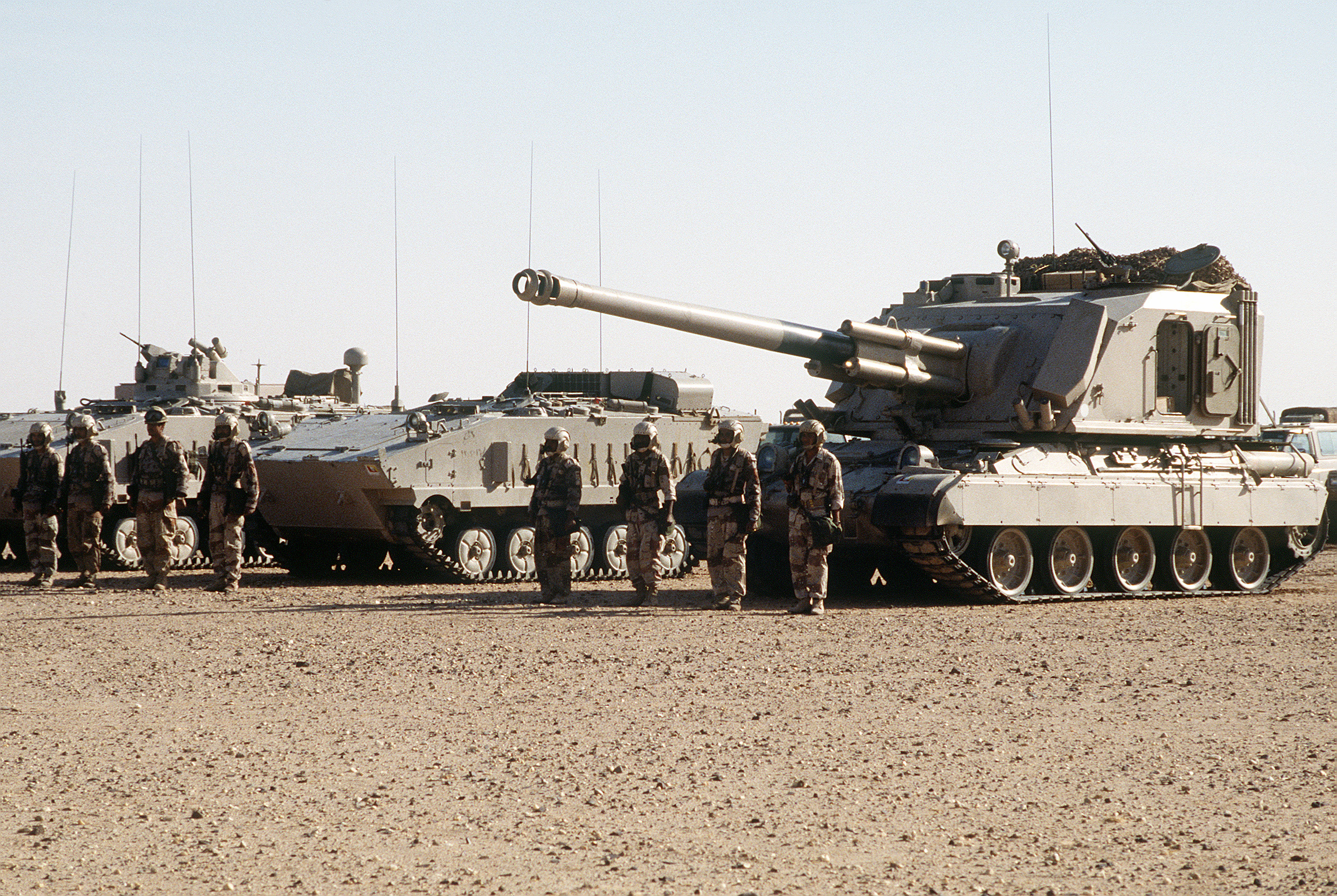
AMX AuF1 et AMX-10 P de la mécanisée de la force terrestre du royaume saoudien après la guerre du Golfe.

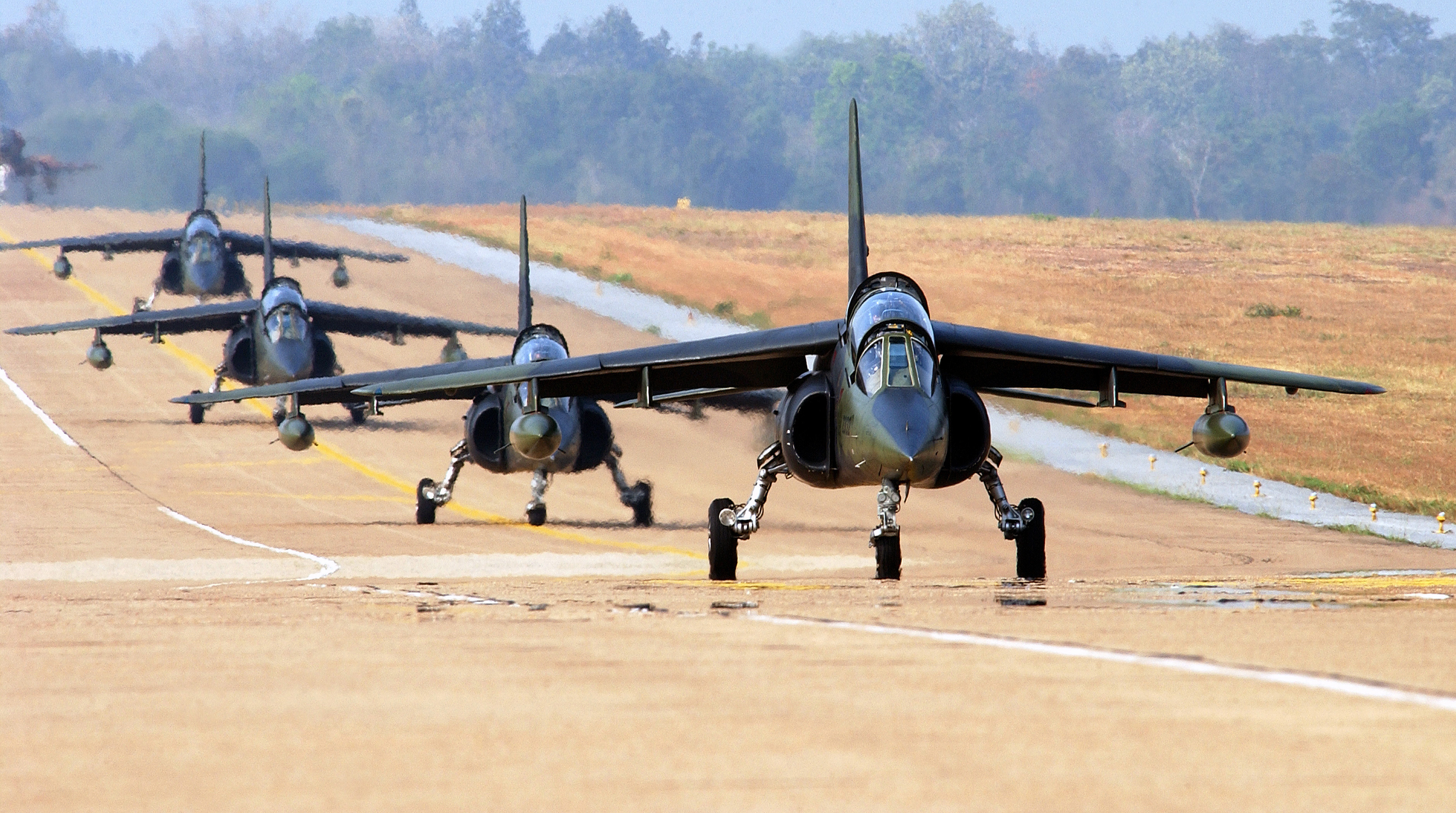
Alpha Jets de la force aérienne royale thaïlandaise. Fruit d'une collaboration franco-allemande lancée dans les années 1970, il est acheté par une dizaine d'autres nations en Europe, Afrique et Asie.

L'Irak de Saddam Hussein, important fournisseur de pétrole de la France, est le premier client de cette dernière dès 1976 et au moins jusqu'en 1980, année qui marque le début de la guerre Iran-Irak. L'Hexagone, dont les dirigeants ne souhaitent pas voir l'Iran remporter le conflit, fournit notamment 121 Mirage F1 ainsi que des missiles air-mer Exocet et sol-air Roland aux Irakiens. Les exportations ralentissent dans les années 1980 en raison des difficultés de paiement irakiennes et cessent en août 1990, lorsque l'ONU édicte un embargo après l'invasion du Koweït — plusieurs avions de chasse ne seront ainsi jamais livrés,,. Le soutien de la France à l'Irak dans cette période fait l'objet de critiques (cf. infra).
Plusieurs grands programmes internationaux conclus majoritairement avec le Royaume-Uni, l'Allemagne de l'Ouest et l'Italie dans le domaine de l'aviation et des missiles se concrétisent à cette date, tel l'avion de combat SEPECAT Jaguar (plus de 210 exemplaires exportés hors France et Royaume-Uni) et l'avion d'entrainement Alpha Jet (environ 160 appareils exportés hors France et Allemagne de l'Ouest). Un consortium franco-ouest-allemand est créé pendant les années 1970 par Aérospatiale (France) et MBB (Allemagne) pour produire les missiles antichars HOT et Milan ainsi que le missile anti-aérien Roland, dont 70 % de la production furent exportés.

#### Années 1990 et 2000
Après la guerre froide, à l'orée des années 1990, les exportations mondiales d'armement diminuent en raison de la baisse des budgets alloués à la défense par de nombreux États, en raison notamment de la baisse des revenus pétroliers — et donc de la solvabilité — de plusieurs d'entre eux. Les exportations d'armement françaises chutent dès le milieu des années 1980, et « d’après le général Pestre, la part des commandes du Proche-Orient dans le montant total des commandes est tombée de 61 % en 1990 à 21 % en 1993 », rapporte Jacques Frémeaux. Par ailleurs, à compter du début des années 1990, alors que la guerre du Golfe donne un aperçu des conséquences de ventes d'armes à des dictateurs, les tentatives de régulation internationale du commerce des armes se multiplient,. Enfin, à l'issue de cette guerre, « l'immense poids » politique des États-Unis se traduit par une aide en matière d'armement à plusieurs pays du Moyen-Orient et du Maghreb qui concurrence les exportations françaises dans la région, lesquelles s'y limitent dès lors pour l'essentiel à l'Arabie saoudite, aux Émirats arabes unis (EAU) et au Qatar,.

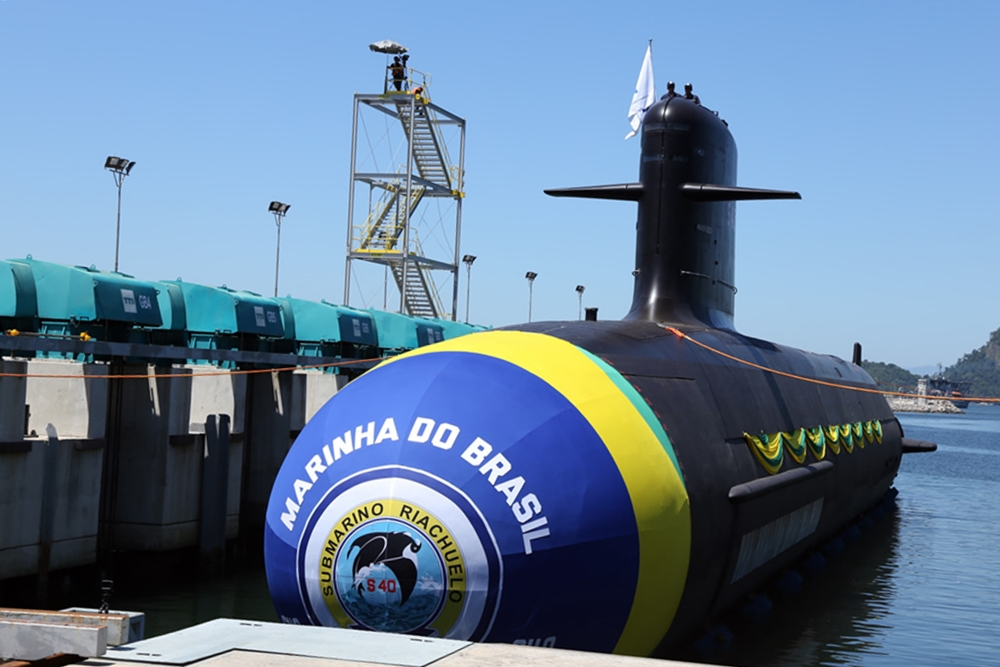
Le premier sous-marin de la classe Scorpène de la marine brésilienne lancé en 2018.

De 2002 à 2011, selon les données de la DGA, le Moyen-Orient est la première région d'exportation d'armement français, en valeur marchande de livraisons (avec 18 milliards d'euros de 2011), suivie par l'Union européenne (9,8 milliards d'euros) et l'Asie (8,9 milliards d'euros), sur un total de 46,3 milliards d'euros. Sur cette même période, les principaux pays clients de la France sont, par ordre décroissant des valeurs de contrats : l'Arabie saoudite, le Brésil, l'Inde, les EAU, les États-Unis, la Malaisie, le Royaume-Uni et, très rapprochés, le Maroc, l'Australie et la Corée du Sud.

#### Années 2010 à nos jours
Entre 2008 et 2017, toujours selon la DGA, les plus gros clients de la France sont l'Inde, l'Arabie saoudite, le Qatar, l'Égypte, le Brésil, les Émirats arabes unis puis, à des niveaux proches, les États-Unis, Singapour, le Royaume-Uni et le Maroc. Sur la période plus restreinte de 2013 à 2017, d'après les données de l'Institut international de recherche sur la paix de Stockholm, les trois premiers clients de la France sont l'Égypte (25 % des exports), la Chine (8,6 %) et l'Inde (8,5 %),.

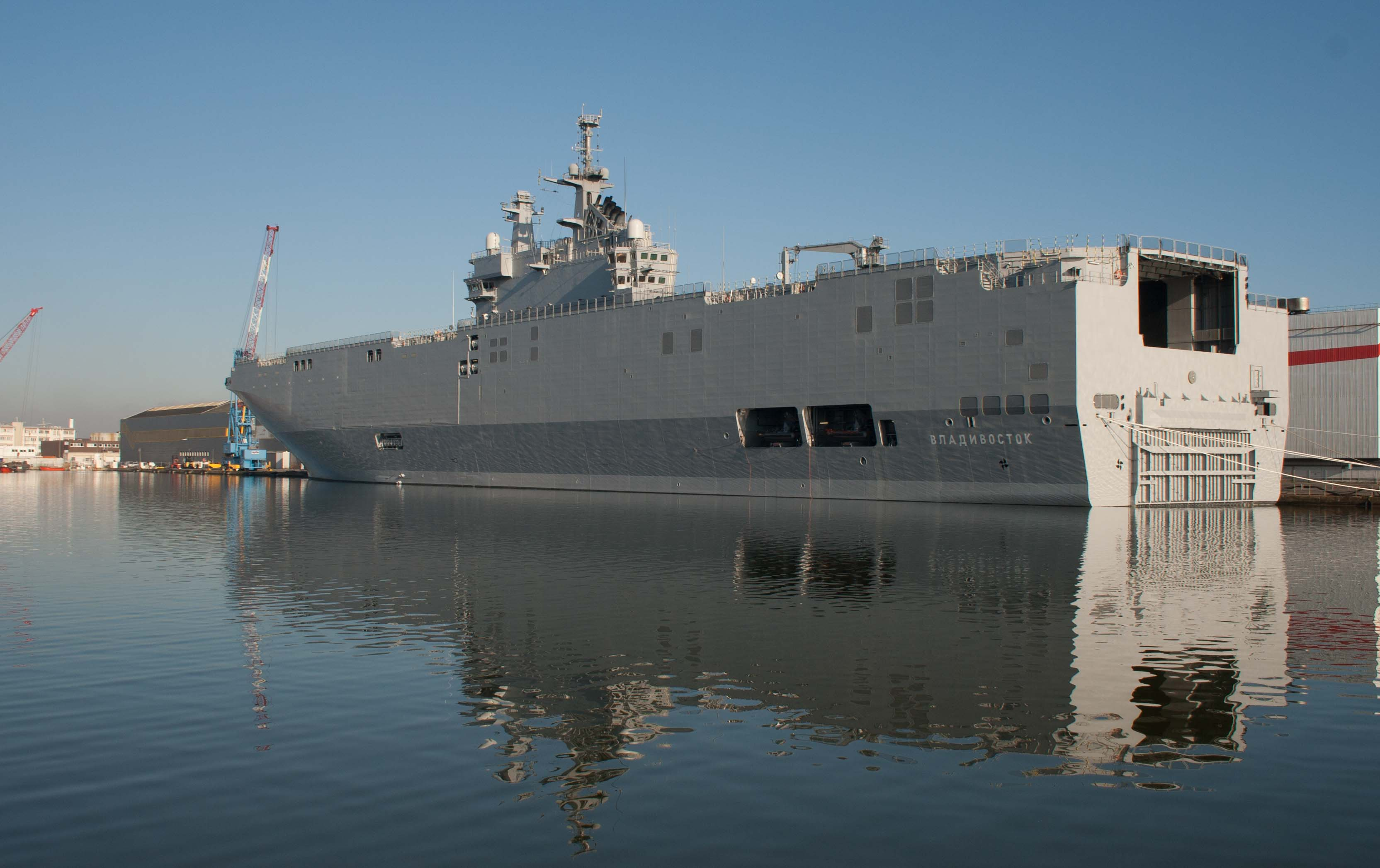
Le Vladivostok, l'un des deux navires Mistral originellement destinés à la Russie, mouillant à Saint-Nazaire en 2014.

En 2010, la France signe un contrat de vente de deux porte-hélicoptères Mistral à la Russie. En 2013 se déclare la crise ukrainienne : l'attitude de la Russie, accusée de soutenir l'occupation de la Crimée (une péninsule de l'Ukraine), laquelle est annexée début 2014 à la fédération de Russie après un référendum contesté, fait l'objet d'une condamnation de l'Union européenne et des États-Unis, notamment. Dans ce contexte, la volonté affichée de la France et du président François Hollande de maintenir la livraison des deux navires à la Russie est critiquée par plusieurs États européens et par les États-Unis,. Elle est finalement annulée en septembre 2014 et les deux navires sont vendus à l'Égypte.
En 2016, la vente à l'Australie de douze sous-marins de la classe Attack construits par Naval Group, pour 35 milliards d'euros (dont 8 milliards pour la France), est qualifiée de « contrat du siècle » par la presse,,, jusqu'à son annulation en septembre 2021, au profit des États-Unis et du Royaume-Uni, déclenchant une crise diplomatique,.
Dans la seconde moitié des années 2010, après l'arrivée de Mohammed ben Salmane au ministère de la Défense saoudien en 2015, l'Arabie saoudite, important client de l'Hexagone, réduit ses achats de matériel militaire français sur fond d'incompréhension entre les deux pays (notamment au sujet du rôle de l'Office français d'exportation d'armement),. Sur la période 2016-2020, selon le Sipri, les trois premiers clients de la France en volume (cf. supra pour cette notion) sont l'Inde (21 % des ventes d'armement), l'Égypte (20 %) et le Qatar (18 %), essentiellement en raison de la vente d'avions Rafale à ces trois pays,.

## Données économiques

### Volume des exportations d'armement et rang mondial
L'Institut international de recherche sur la paix de Stockholm (Sipri), un organisme non gouvernemental, produit des données annuelles sur les importations et exportations d'armement dans le monde. Ces données, qui sont des estimations, sont exprimées avec une unité qu'elle a créée, la valeur de l'indicateur de tendance (en anglais : trend-indicator value (TIV). Le TIV comptabilise l'ensemble des coûts de production d'un armement ; son utilisation par le Sipri vise à fournir une visualisation des transferts (qu'il s'agisse de ventes, de dons, de transferts de technologie sous licence, etc.) d'armement dans le monde et à travers le temps. Le TIV n'est pas un indicateur de la valeur commerciale des armes ou de leur prix de vente.
| Décennie    | Exports en millions de TIV | Classement mondial |
| ----------- | -------------------------- | ------------------ |
| 1950-1959   | 4 254                      | 5e                 |
| 1960-1969   | 13 487                     | 4e                 |
| 1970-1979   | 25 006                     | 3e                 |
| 1980-1989   | 30 714                     | 3e                 |
| 1990-1999   | 16 928                     | 4e                 |
| 2000-2009   | 16 384                     | 4e                 |
| 2010-2019   | 20 322                     | 3e                 |
| (2020-2023) | (11 559)                   | (2e)               |

### Valeur des ventes d'armement
| Année | Valeur en millions d'euros courants |
| ----- | ----------------------------------- |
| 2008  | 3 172,8                             |
| 2009  | 3 726                               |
| 2010  | 3 783                               |
| 2011  | 3 778,2                             |
| 2012  | 3 379,1                             |
| 2013  | 3 880,6                             |
| 2014  | 4 045,4                             |
| 2015  | 6 201,5                             |
| 2016  | 7 121                               |
| 2017  | 6 730,9                             |
| 2018  | 6 966                               |
| 2019  | 9 925,8                             |
| 2020  | 4 306,7                             |
| 2021  | 11 094,7                            |
| 2022  | 7 662,7                             |
| 2023  | 6 208,9                             |

Le graphique qui aurait dû être présenté ici ne peut pas être affiché car il utilise l'ancienne extension Graph, désactivée pour des questions de sécurité. Des indications pour créer un nouveau graphique avec la nouvelle extension Chart sont disponibles ici.

### Typologie des entreprises exportatrices
En 2017, selon l'« Annuaire statistique de la Défense » (ASD) publié par l'Observatoire économique de la défense (OED) du ministère des Armées, les exportations d'armement proviennent de 784 entreprises, dont (en valeur) environ 63 % d'entreprises de plus 5 000 salariés.

### Part des exportations dans le chiffre d'affaires de l'industrie militaire française
Jean Klein rapporte qu'en 1975, les exportations représentent environ un tiers du chiffre d'affaires (CA) total de l'industrie de l'armement ; en 1988, un journaliste du Monde diplomatique relate que « l’armée achète environ 60 % de la production nationale ». En 2018, les exportations représenteraient un tiers du CA de l'industrie.
| Année | En France | À l'export | Part des exportations |
| --- | --------- | ---------- | --------------------- |
| 1991 | 13,2      | 4,3        | 32,6 %                |
| 1992 | 12,8      | 4,4        | 34,4 %                |
| 1993 | 11,8      | 3,1        | 26,3 %                |
| 1994 | 12        | 2,6        | 21,7 %                |
| 1995 | 11,3      | 2,9        | 25,7 %                |
| 1996 | 10,4      | 4,5        | 43,3 %                |
| 1997 | 9,4       | 6,6        | 70,2 %                |
| 1998 | 9,6       | 6,4        | 66,7 %                |
| 1999 | 9,5       | 3,9        | 41,1 %                |
| 2000 | 9,5       | 2,7        | 28,4 %                |
| 2001 | 9,5       | 2,8        | 29,5 %                |
| 2002 | 9,4       | 4,4        | 46,8 %                |
| 2003 | 10,3      | 4,3        | 41,7 %                |
| 2004 | 10,4      | 7,1        | 68,3 %                |
| 2005 | 9,6       | 3,8        | 39,6 %                |
| 2006 | 10,3      | 4,0        | 38,8 %                |
| 2007 | 9,8       | 4,6        | 46,9 %                |
| 2008 | 10        | 3,2        | 32 %                  |
| 2009 | 12,5      | 3,7        | 29,6 %                |
| 2010 | 10,9      | 3,8        | 34,9 %                |
| 2011 | 10,7      | 3,8        | 35,5 %                |
| 2012 | 11,7      | 3,4        | 29,1 %                |
| 1. Note : Les données ne sont pas disponibles après 2012. Les données pour une même année peuvent légèrement varier selon l'année de parution des sources (ex. : en 1998, 9,6 milliards d'euros pour la France selon l'ASD 2010, 9,4 milliards selon le rapport au parlement 2000) ; en cas de divergence, ont été conservées les données fournies par la source la plus récente. |           |            |                       |

### Participation à l'équilibre de la balance commerciale française
Les exportations d'armement sont systématiquement supérieures aux importations (cf. tableau du taux de couverture infra). Le secteur de l'armement a ainsi un solde commercial positif, qui lui permet de contribuer positivement à la balance commerciale de la France.
Les exportations sont d'autant plus importantes dans les années 1970, est-il alors argué, que le prix du pétrole — dont la France est dépendante — augmente fortement à la suite des chocs pétroliers de 1973 et 1979, accroissant par la même occasion le déficit de la balance commerciale française,. « Entre 1970 et 1980, ces ventes [d'armement] ont progressé deux fois plus vite que l'ensemble des échanges extérieurs », écrit par ailleurs Étienne Dalmasso dans Annales de géographie en 1984.
| Année | Taux de couverture          | Taux de couverture          |
| | Première série statistique, | Deuxième série statistique, |
| --- | --------------------------- | --------------------------- |
| 1999 | 378 %                       |                             |
| 2000 | 274 %                       |                             |
| 2001 | 321 %                       |                             |
| 2002 | 480 %                       |                             |
| 2003 | 339 %                       |                             |
| 2004 | 602 %                       |                             |
| 2005 | 304 %                       |                             |
| 2006 | 276 %                       |                             |
| 2007 | 336 %                       |                             |
| 2008 | 268 %                       |                             |
| 2009 | 294 %                       |                             |
| 2010 | 270 %                       |                             |
| 2011 | 290 %                       | 359 %                       |
| 2012 | 286 %                       | 370 %                       |
| 2013 | 314 %                       | 379 %                       |
| 2014 | 294 %                       | 362 %                       |
| 2015 |                             | 437 %                       |
| 2016 |                             | 485 %                       |
| 2017 |                             | 383 %                       |
| 2018 |                             | 413 %                       |
| 2019 |                             | 410 %                       |
| 2020 |                             | 424 %                       |
| 2021 |                             | 517 %                       |
| 2022 |                             | 275 %                       |
| Lecture : Un taux de couverture de 200 % signifie que les exportations sont deux fois supérieures aux importations. Note : les données publiées par l'Observatoire économique de la défense (OED) diffèrent à partir de 2016, vraisemblablement en raison d'un changement de méthodologie, non explicité. |                             |                             |

En 2016, les entreprises composant la base industrielle et technologique de défense sont à l'origine de 20,7 % du total des exportations françaises, d'après les données de l'OED. Entre 2009 et 2013, cette valeur était de 24 % selon le ministère de la Défense,. En 2021, les exportations de biens manufacturés de tout type, qu’ils soient d’usage civil ou d’usage militaire, des 1 500 entreprises participant à l’industrie de défense représentent 10 % de l’ensemble des exportations de biens manufacturés; les matériels de guerre et produits liés sont le quatrième principal contributeur en positif du solde commercial de la France (+ 10,2 Md€), juste après les secteurs des parfums et cosmétiques (+ 13 Md€), des boissons (+ 14,6 Md€) et de l’aéronautique civile (+ 15,5 Md€).

### Emplois
D'après une étude d'impact réalisée en 2014 par le ministère de la Défense, le Conseil des industries de défense (représentant les industriels) et la société de conseil McKinsey & Company, les matériels d'armement exportés représentent, en 2013, 14 000 emplois directs et 13 500 indirects chez les fournisseurs « de rang 1 » (c'est-à-dire les fournisseurs directs des entreprises exportatrices), soit un total d'environ 27 500 emplois — environ 18 % du total des emplois de l'industrie de l'armement. Une estimation des emplois induits (fournisseurs des fournisseurs des entreprises exportatrices) conduit l'étude à estimer un total approximatif de 38 500 à 40 500 emplois totaux liés aux exportations d'armes,.
En 2016, selon l'Observatoire économique de la défense, les exportations de matériel militaire « soutiennent environ 74 400 emplois directs et indirects » dans l'Hexagone,.
Les exportations assurent environ un quart des emplois de l'industrie d'armement française. Cette dernière représente environ 160 000 emplois en 2017,, 200 000 selon le rapport au Parlement 2019. Cette activité économique est « tout simplement vitale » pour certaines régions de la France métropolitaine où elle représente une grande part des emplois, écrit le journaliste Romain Mielcarek. La plupart des élus des régions concernées sont par conséquent d'ardents défenseurs de l'industrie et des exportations d'armes,.

## Cadre juridique

### International
Jusqu'à la fin du XXe siècle, il n'existe pas de cadre international contraignant relatif au commerce des armes en dépit de quelques tentatives au sein de l'Organisation des Nations unies (ONU) qui échouent en raison des enjeux économiques pour les États, ; en outre, la priorité au lendemain de la Seconde Guerre mondiale et pour plusieurs décennies est la réglementation des armes de destruction massive (nucléaires, chimiques, bactériologiques, etc.). Les Nations unies édictent néanmoins des embargos conjoncturels sur les ventes d'armes pour certains pays.
Ce n'est qu'au sortir de la guerre froide au début des années 1990, alors que les conflits armés au Moyen-Orient sont vifs (guerre du Golfe), qu'une volonté de réglementation internationale du commerce des armes se dessine, au travers de deux résolutions de l'ONU : la première, adoptée en 1991, aboutit à la mise en place par le Secrétaire général des Nations unies d'un registre des armes classiques qui comprend également des informations sur les transferts d'armes, dans le but d'une plus grande transparence. Procède de la même philosophie la création de l'Arrangement de Wassenaar en 1996, qui oblige les 33 États membres (dont la France) à déclarer leurs transferts d'armements conventionnels et de biens à double usage,. La seconde résolution notable, adoptée en 2006 à l'ONU, vise à faire converger les États en faveur d'une régulation mondiale du commerce des armes. Cette initiative — qui résulte d'une campagne de plusieurs ONG regroupées au sein de la coalition Control Arms (en) débouche en 2013 sur le Traité sur le commerce des armes, signé par 130 États, ratifié par une centaine d'entre eux (dont la France) et entré en vigueur en 2014 —.
Le TCA interdit notamment à chaque État partie, dans son article 6, les transferts d'armes classiques : a) si cela va à l'encontre d'un embargo décidé par les Nations unies ; b) si le transfert est contraire à un accord international auquel il est partie ; c) « s'il a connaissance » que les armes « pourraient servir à commettre un génocide, des crimes contre l’humanité, des violations graves des Conventions de Genève de 1949, des attaques dirigées contre des civils […] ». Si le transfert n'est pas concerné par ces limitations, le TCA stipule dans son article 7 que l'État exportateur doit « évaluer […] si l’exportation de ces armes […] pourrait servir à commettre une violation grave » du droit international humanitaire ou du droit international des droits de l'homme « ou à en faciliter la commission »,,.

### Européen
En parallèle, le Conseil de l'Union européenne adopte en juin 1998 un « Code de conduite de l'Union européenne en matière d'exportation d'armements » non contraignant — son efficacité est à ce titre critiquée. Applicable à toute exportation destinée à un pays non-membre, il comporte huit critères communs d'appréciation des demandes d'exportation d'armes (respect des engagements internationaux et des droits de l'homme, maintien de la stabilité et de la paix régionales, etc.) identifiés par les États membres en 1991 à Luxembourg et en 1992 à Lisbonne ; il impose qu'un État européen ayant refusé une exportation en informe les autres États, qui devront le cas échéant justifier une décision inverse,,,.
Dix ans après, en 2008, le Conseil de l'UE adopte la position commune 2008/944/PESC qui vise à faire converger les règles d'exportation de matériel de guerre des États membres à des pays hors UE : elle remplace le code de conduite de 1998 (dont elle reprend et précise les huit critères d'appréciation) et est pour sa part juridiquement contraignante. Elle impose notamment une plus grande transparence de la part de chaque État quant à ses ventes d'armes et davantage de concertation entre États. Ces deux aspects se matérialisent respectivement par la publication annuelle par le Conseil de l'UE d'un rapport public sur les exportations européennes d'armement — doublée de l'obligation faite à chaque État membre de publier un rapport annuel national sur ses exportations d'armement — et par des réunions bimestrielles entre États au sein d'un « groupe de travail sur les exportations d'armes conventionnelles » au sein du Conseil,,,.
Les exportations destinées à des États membres de l'UE ont quant à elles pour cadre légal la directive 2009/43/CE qui vise à faciliter le commerce intracommunautaire des armes et à renforcer la confiance entre États membres en la matière par le biais d'un système allégé et harmonisé de « licences de transfert » (c'est-à-dire d'autorisations préalables) délivrées par les États aux entreprises,.

### National

#### Principe: régime d'autorisation préalable
L'article L2335-2 du Code de la Défense impose une autorisation préalable à la vente d'armements dès que ceux-ci sont destinés à des pays extérieurs à l'Union européenne.
L'autorisation est formellement délivrée par le ministère de la Défense. Le processus d'autorisation est placé sous la responsabilité du Premier ministre. Pour rendre sa décision, il s'appuie sur l'avis consultatif de la Commission interministérielle pour l'étude des exportations de matériels de guerre (CIEEMG), qui se réunit chaque mois. Présidée par le secrétaire général de la Défense et de la Sécurité nationale (SGDSN) — rattaché au Premier ministre —, elle accueille des représentants des ministères des Armées, des Affaires étrangères ainsi que de l'Économie,. Les cas les plus délicats font ensuite l'objet, à la résidence officielle du chef du gouvernement, d'un examen par un représentant du Premier ministre ; dans la pratique, notamment en cas de désaccords au sein de la CIEEMG, le président de la République peut trancher, même si ce n'est pas prévu dans les textes réglementaires,. Les délibérations de la CIEEMG ne sont pas publiques. Les matériels d'armement autorisés à la vente et à l'exportation sont listés par arrêté.
Outre les armes, les équipements « duaux », c'est-à-dire pouvant être utilisés à des fins à la fois civiles et militaires, font pour certains l'objet de délibérations de la CIEEMG ; en 2010 sont toutefois créés le Service des biens à double usage et la Commission interministérielle des biens à double usage dédiés à l'examen des biens « duaux » inscrits à l'annexe 1 du règlement CE no 428/2009 du 5 mai 2009 de l'Union européenne.
Pour établir ses recommandations au Premier ministre, la CIEEMG « recourt d’une part à des critères généraux et d’autre part à des directives particulières dans le cas de situations spécifiques telles que les embargos, les zones en conflit ou en cas d’infractions aux droits de l’Homme », indique la diplomatie française dans les années 2010. Outre le respect des dispositions légales et engagements internationaux et la préoccupation visant à éviter toute vente d'armement susceptible de nuire à la sécurité des armées françaises et alliées, trois éléments de la doctrine française en matière d'autorisation sont, dans les années 1970 comme dans les années 2010,,, :
- la non-fourniture d'armement à des pays belligérants d'un conflit ouvert (dans le but de maintenir « la paix et la sécurité régionales » — rapport au Parlement 2018 du ministère des Armées), avec une distinction faite entre utilisations défensive et offensive ;
- la « distinction entre les armes qui ne peuvent servir qu'à protéger la sécurité d'un pays et celles qui sont susceptibles d'être utilisées pour des actions de police et de répression » (Jean Klein), dans l'objectif de respecter les droits de l'homme ;
- la « maîtrise des transferts des technologies les plus sensibles » (SGDSN).

#### Historique
La CIEEMG est créée en 1955,.
Jusqu'en juin 2014, le processus d'autorisation se décompose en deux phases (l'agrément préalable et l'autorisation d’exportation) ; il est à cette date remplacé par une licence unique,. La DGA écrit : « L’un des axes principaux de la réforme du contrôle des exportations en France est le passage d’une logique de contrôle a priori à une logique de contrôle a posteriori. Il en résulte que le suivi de l’utilisation d’une licence et de la régularité des exportations et des transferts réalisés est de la responsabilité de l’exportateur. » L'industriel qui a obtenu une licence doit ensuite informer de ses activités, chaque semestre, le Comité ministériel du contrôle a posteriori (CMCAP) — dirigé par le Contrôle général des armées — qui peut vérifier la conformité des exportations de l'industriel avec la licence dont celui-ci dispose,.
La chercheuse en économie de la défense Lucie Béraud-Sudreau rapporte qu'en 2000 « l’instruction des demandes d’autorisation d’exportation d’armement, première étape du processus de contrôle de ces exportations, est retirée de la Direction du développement international (DI) », laquelle est rattachée à la direction générale de l'Armement (DGA) qui œuvre aussi au développement des exportations françaises d'armement ; c'est la Direction des affaires stratégiques (DAS) qui remplace alors la DI dans ce rôle. Ce changement est opéré sous l'impulsion de hauts-fonctionnaires, de la DAS et de membres du cabinet du ministre de la Défense de Lionel Jospin dans une philosophie de contrôle politique des exportations d'armement. En 2008 cependant, à l’initiative « de hauts fonctionnaires proches de l’équipe gouvernementale de N. Sarkozy, de la direction de la DI, de députés de droite, et là encore de membres du cabinet du ministre de la Défense » favorables à une politique économique de soutien à l'export efficace, l'instruction des demandes d'autorisation d'exportation revient à la DI comme initialement. Le contrôle des ventes d'armes et le soutien à l'export, deux missions antagonistes, sont ainsi du ressort du même service.

## Critiques
Les exportations d'armes françaises font l'objet de critiques régulières, certaines portant sur le manque de transparence qui les entoure, d'autres sur les conséquences humaines (notamment en matière de respect des droits de l'homme) des livraisons d'armes à des pays en guerre ou dictatoriaux et d'autres encore sur la corruption qui accompagne une partie des ventes d'armements.

### Manque de transparence
Un article académique publié en 2015 dans Politiques européennes émet comme hypothèse d'explication des différences de régulation des exportations d'armes au sein de l'Union européenne (les trois auteurs comparent Allemagne, France, Royaume-Uni et Suède) deux facteurs que sont « la position du Parlement dans le processus de décision du contrôle des ventes d’armes et la saillance de l’enjeu des ventes d’armes auprès de l’opinion publique ». Ces deux aspects sont précisément l'objet de critiques dans les années 2010.

#### Secret-défense et manque d'information du Parlement
En avril 2000, les députés Jean-Claude Sandrier, Christian Martin et Alain Veyret, membres de la commission de la Défense de l'Assemblée nationale, publient un Rapport d'information sur le contrôle des exportations d'armement qui dénonce l'opacité du système français. Ils préconisent la mise en place d'un rapport annuel au parlement, souhaité plus complet que celui — premier du genre — qui leur a été adressé en mars et sur lequel ils se sont fondés, ainsi que l'instauration d'une commission parlementaire consultative,.
De nombreuses informations relatives au commerce des armes sont classées secret-défense, ainsi que le rapporte le journaliste du Point Jean Guisnel, spécialiste des questions militaires : « Tout est couvert par le secret défense. Tout. Absolument tout. » S'il conçoit le classement d'informations sensibles sur les aspects techniques des armes, il estime que « la prise de décision politique […], le débat légitime au sein de l'appareil d'État n'ont aucune raison d'être couverts par le secret-défense ».
Le journal L'Humanité, les ONG Amnesty International et Action des chrétiens pour l'abolition de la torture (ACAT), le centre de recherche indépendant Observatoire des armements ainsi que certains députés dénoncent dans les années 2010 un manque d'information du Parlement par l'exécutif quant aux exportations d'armes,. Le ministère de la Défense remet chaque année depuis le début des années 2000 un « rapport au Parlement sur les exportations d'armement », « vaste fumisterie » d'après le député Sébastien Nadot (ex-LREM) au regard du manque d'information qui empêcherait tout débat à l'Assemblée nationale. Selon Aymeric Elluin d'Amnesty International, « la transparence sur les exportations d'armes est quasi inexistante dans notre pays ». « Nous ne savons pas précisément quels matériels militaires sont concernés, à qui ils sont destinés, pour quelles utilisations finales. Les députés n’ont ainsi aucune information permettant d’exercer le contrôle qu’ils sont censés exercer sur l’action de l’exécutif », affirme pour sa part Hélène Legeay de l’ACAT,.
La chercheuse en économie de la défense Lucie Béraud-Sudreau atteste du fait que le Parlement n'a pas voix au chapitre en la matière en France, alors que les parlements des autres pays européens, analysent Mediapart (2018) et Le Monde (2019), débattent des exportations d'armes,.
Enfin, au-delà des critiques qui visent le rapport annuel au Parlement, il ressort d'entretiens avec des députés, membres de l'exécutif et membres d'ONG (menés par les chercheurs de l'article paru dans Politiques européennes cité supra) qu'il fait chaque année l'objet de peu d'intérêt de la part des députés ; un fonctionnaire du ministère de la Défense résume ainsi : « chez nous, les députés, ils s’en tapent ». Ce fait est également illustré par le documentaire Mon pays fabrique des armes (2018), comme l'explique Libération : « dans une séquence surréaliste, Jean-Charles Larsonneur, député LREM membre de la commission de la défense, avoue à la journaliste qu’il regarde [ce rapport] "pour la première fois" »,.
En avril 2018, 36 députés proposent, à l'initiative de Sébastien Nadot (qui proteste début 2019 que « la France tue au Yémen »), la création d'une commission d’enquête sur les exportations d’armement français à l'Arabie saoudite. La proposition rencontre de fortes oppositions. En juillet de la même année, une mission d’information, dotée de moindres pouvoirs d'enquête, est mise en place sur la question plus large du contrôle parlementaire des exportations d’armement.
La mission d'information donne lieu à un rapport, paru le 18 novembre 2020. Il relève le « caractère robuste de l’organisation de l’État » en matière d'évaluation des risques des ventes d'armes mais préconise cependant un meilleur contrôle des biens à double usage et — surtout — la création d'une « délégation parlementaire au contrôle des exportations d’armement » (sur le modèle de la délégation parlementaire au renseignement) dont le rôle serait de contrôler a posteriori la politique d'exportations d'armes française, avec « un pouvoir d'avis et de recommandation » ; il recommande également une coopération entre les parlements nationaux de l'Union européenne dans le but d'obtenir « une convergence normative et des pratiques en matière de contrôle »,,,. Divulguée par Disclose, une note classée « confidentiel défense » rédigée par le secrétariat général de la Défense et de la Sécurité nationale (SGDN) et datée de la veille de la publication du rapport d'information au Parlement se montre hostile aux différentes propositions dudit rapport, en particulier celle de la création d'une délégation parlementaire de contrôle, dont le SGDN écrit que sous couvert de la recherche d'une plus grande transparence, « l’objectif semble bien de contraindre la politique du gouvernement en matière d’exportation en renforçant le contrôle parlementaire ».

#### Rôle des médias et absence de débat public
La journaliste et documentariste Anne Poiret constate ce manque d'information des parlementaires dans son documentaire Mon pays fabrique des armes (2018). Elle y met également en lumière l'absence de débat public au sujet des ventes d'armes de la France, « spécificité française »,,,. Elle évoque par ailleurs une « omerta » dans l'industrie de l'armement, qui se manifeste par un refus de répondre à la presse et par l'utilisation d'euphémismes pour décrire le matériel militaire fabriqué. D'après l'ancien président du Conseil des industries de défense françaises (Cidef) Christian Mons-Catoni, qu'elle interroge, « cette industrie n'a pas besoin que les médias s'intéressent à elle. […] Pour obtenir ce dont nous avons besoin, nous parlons en direct [aux décideurs politiques]. […] En-dehors [de la presse spécialisée], on essaie d'éviter de parler de ce qu'on fait »,.
Selon les trois chercheurs auteurs de l'article paru dans Politiques européennes, les trois grands quotidiens français étudiés (« Le Figaro (droite), Le Monde (centre-gauche), et Libération (gauche) ») ont en 2013 une position globalement « en faveur d'une régulation faible » des exportations d'armes.
La journaliste Diane Regny écrit dans Le Monde en avril 2019 : « Présentés comme de puissants alliés de la croissance économique, les contrats d’armement ont longtemps eu bonne presse » ; Aymeric Elluin d'Amnesty International abonde et constate par ailleurs le « désintérêt manifeste des Français ». Le Journal du dimanche (2018) et Libération (2019) relèvent ainsi que l'opinion publique s'intéresse moins aux exportations d'armement en France qu'en Allemagne,.
Cependant, le débat semble émerger dans la sphère publique et médiatique au cours de la deuxième moitié des années 2010, à l'occasion des ventes d'armes à l'Arabie saoudite, engagée dans la guerre au Yémen (cf. infra),,,.

### Vente à des régimes autoritaires, non-respect des droits humains
Il est souvent argué par les industriels que si la France ne vend pas d'armes à un pays donné, d'autres États le feront à sa place, néanmoins certaines exportations d'armes à des États autoritaires ou bafouant les droits humains sont décriées.

#### Armement du régime d'apartheid en Afrique du Sud

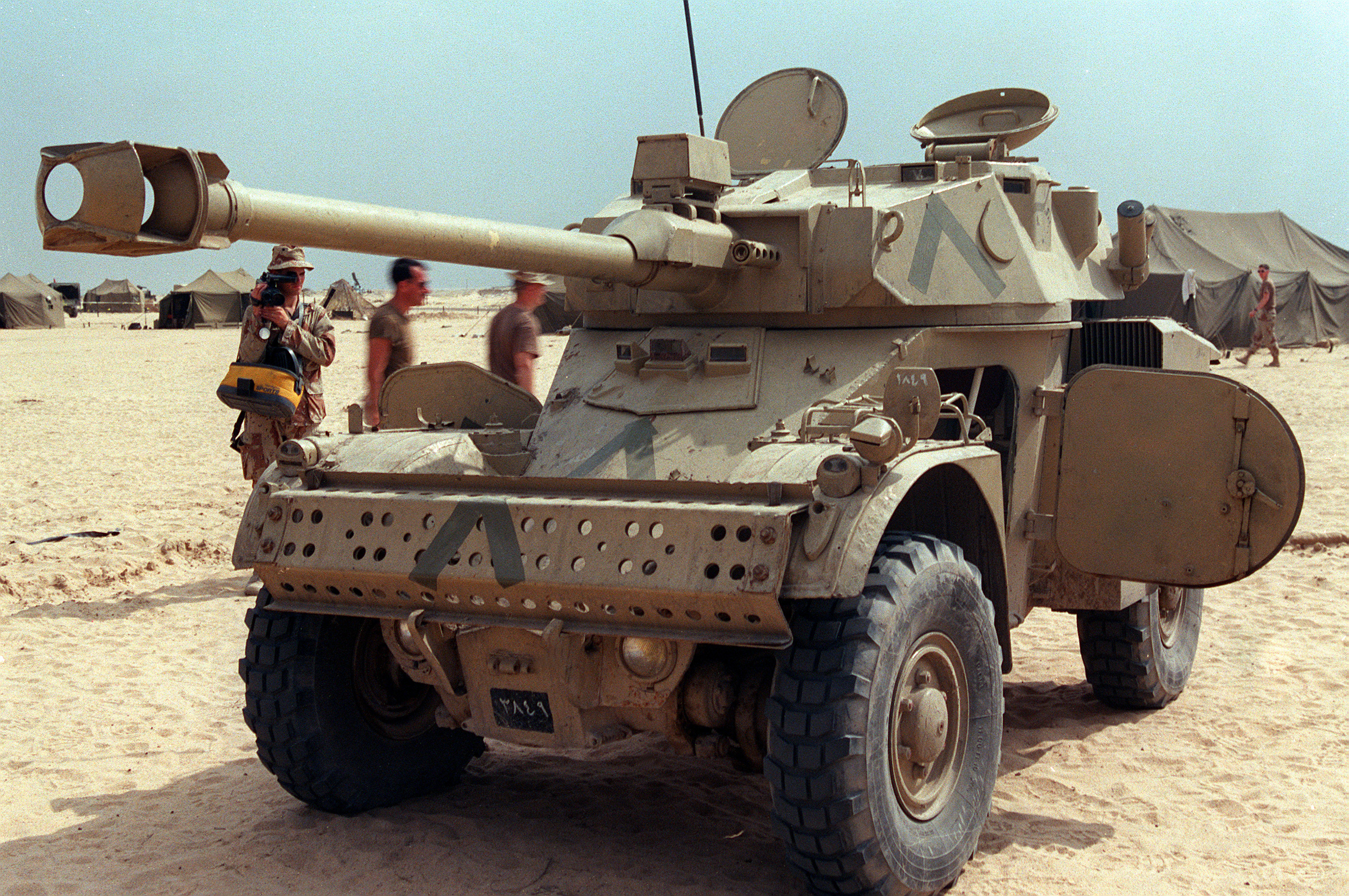
Une Panhard AML irakienne photographiée en 1991. Des centaines d'auto-mitrailleuses AML du fabricant français Panhard sont produites sous licence par l'Afrique du Sud sous le nom « Eland » au début des années 1960.

L'Afrique du Sud fait l'objet d'une politique d'apartheid mise en place dès 1948 par le Parti national, laquelle vise à institutionnaliser la ségrégation raciale — au bénéfice des Blancs Afrikaners — déjà à l'œuvre dans le pays. La France devient dans les années 1960 le principal fournisseur d'armes de l'Afrique du Sud, en dépit d'une résolution du Conseil de sécurité des Nations unies du 7 août 1963 qui demande à « cesser toute livraison ou vente » au pays en raison de sa politique d'apartheid, résolution amendée à l'initiative de la France et du Royaume-Uni pour qu'elle ne s'applique qu'aux armes « anti-guérilla » (la branche armée de l'ANC). En 1970, l'État sud-africain est le premier client de la France en armements ; au-delà des ventes d'armes, le pays bénéficie de transferts de technologies durant cette période,.

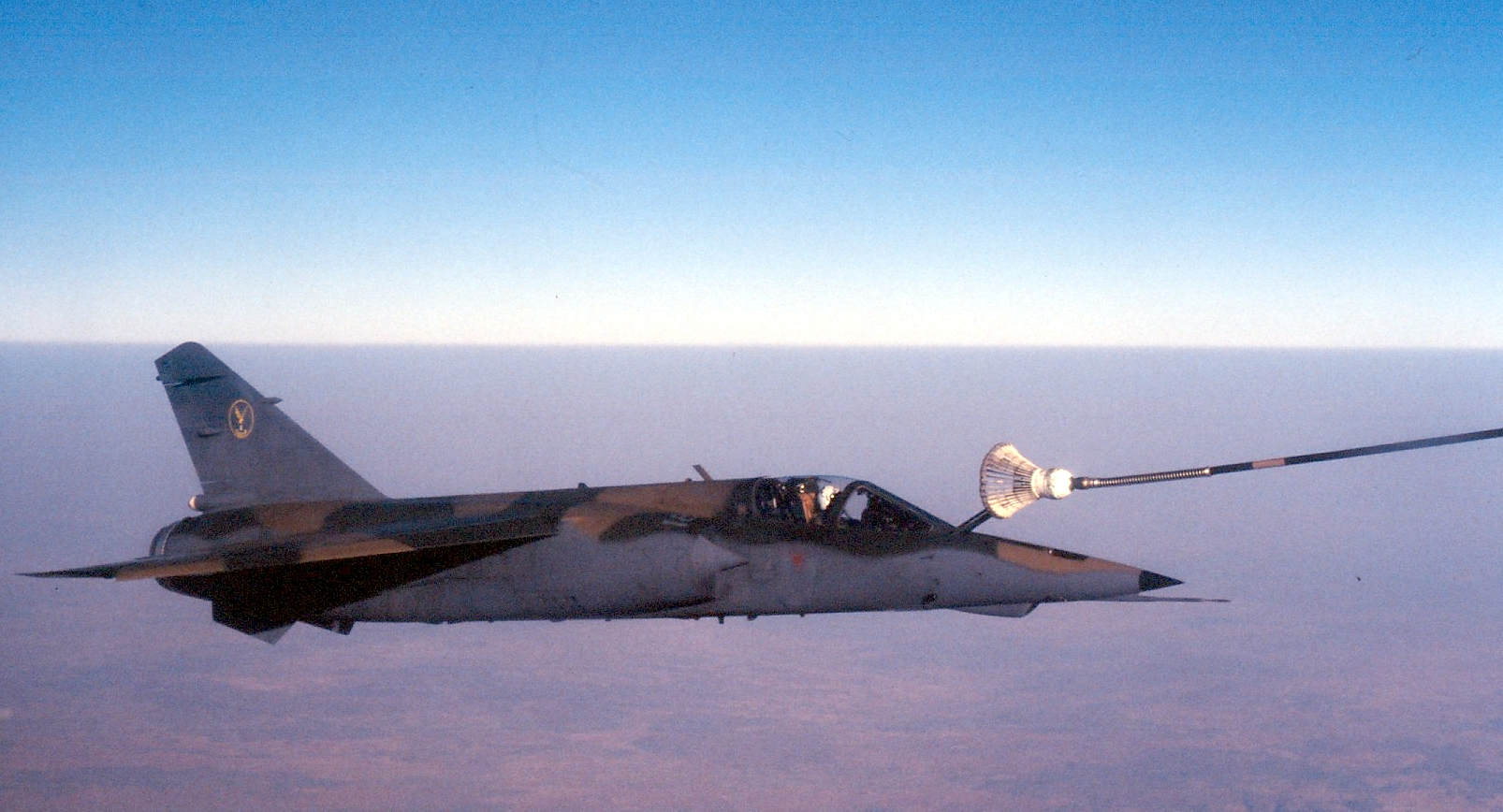
Un exemplaire sud-africain de Dassault Mirage F1, photographié vers 1994. Plusieurs de ces avions de chasse français sont vendus en 1971 à l'Afrique du Sud.

Après les émeutes de Soweto de 1976 qui font plusieurs centaines de victimes civiles et aboutissent à l'exécution du militant Steve Biko, l'ONU finit par imposer en 1977 un embargo sur les armes juridiquement contraignant — auquel la France s'était jusqu'alors opposée,.
En 2017, le chercheur sud-africain Hennie Van Vuuren, auteur d'un ouvrage intitulé Apartheid, Guns and Money, ainsi que l'ONG Open Secrets à laquelle il appartient, révèlent à l'aide d'archives déclassifiées dans les années 2010 que l'État français a violé l'embargo de l'ONU de 1977. Sous les présidences de Giscard, Mitterrand et Chirac (qui « ferment les yeux » selon Mediapart), la France et son industrie de l'armement (notamment Thomson-CSF) continuent jusqu'au début des années 1990 de fournir des armes au régime d'apartheid, « discrètement puis clandestinement », écrit Le Monde. L'ambassade de l'Afrique du Sud à Paris abrite en effet des dizaines d'employés de l'organisme sud-africain chargé des achats d'armes, Armscor, lesquels rencontrent régulièrement tout au long des années 1980 des fonctionnaires de la direction générale de la Sécurité extérieure (DGSE) français pour négocier des contrats d'armement et déterminer des moyens d'acheminer le matériel en contournant l'embargo de l'ONU,.
Ainsi, en 1987, l'État français offre secrètement à l'Afrique du Sud, par l'intermédiaire de la DGSE, quelques prototypes de missiles Mistral afin que cette dernière les teste en Angola où elle est en guerre (elle y soutient l'Union nationale pour l'indépendance totale de l'Angola, UNITA, l'un des protagonistes de la guerre civile angolaise), ce alors même que l'armée française n'est pas encore dotée dudit missile. La livraison, qui se fait via le Congo-Brazzaville, est révélée en 1989 et fait scandale dans l'Hexagone. Outre l'achat d'armes françaises, l'ambassade sud-africaine de Paris sert durant cette période de « hub international » pour l'acquisition d'armements par le régime ségrégationniste auprès de pays étrangers.
Hennie Van Vuuren dénonce auprès de Mediapart « la duplicité » de l'État français et estime que « ces entreprises et ces personnalités politiques se sont rendues complices des crimes de l’apartheid ».

#### Guerre Iran-Irak: ventes d'armes à l'Irak et affaire Luchaire

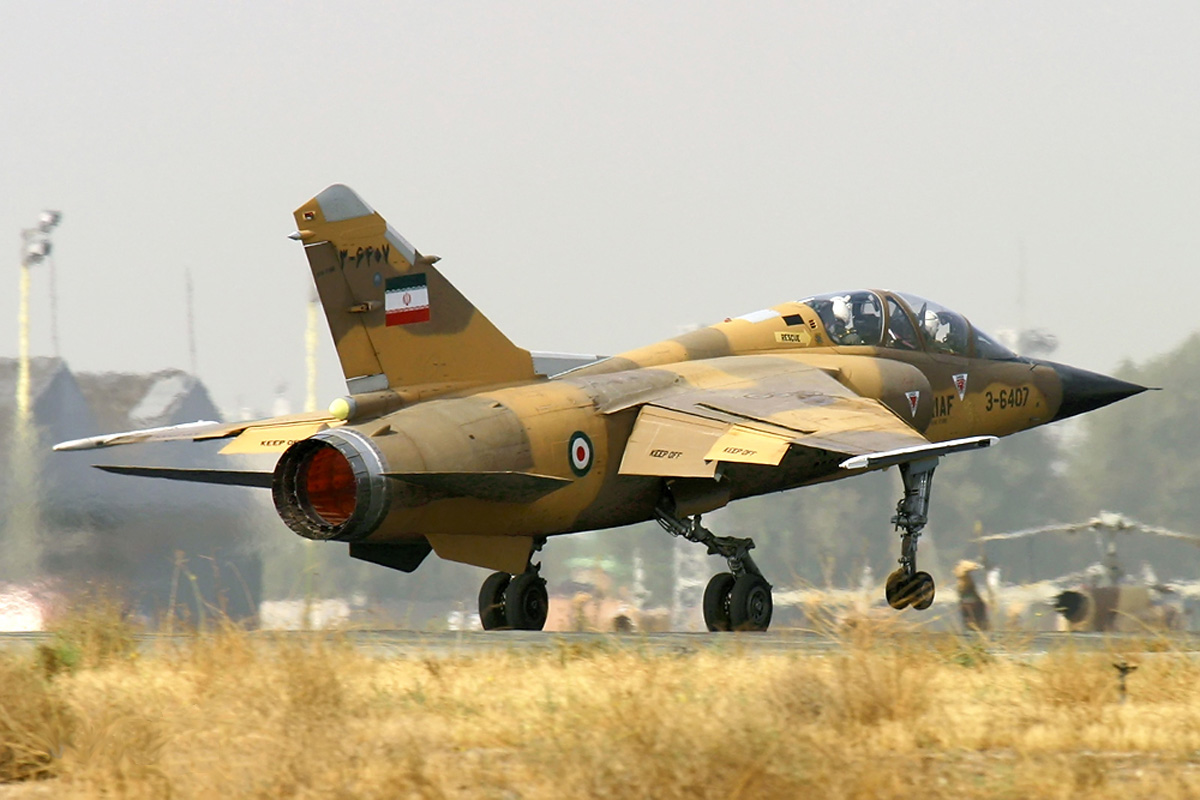
Mirage F1BQ de la Force aérienne de la république islamique d'Iran en septembre 2009. En 1991, au cours de la guerre du Golfe, 18 Mirage F1EQ et 6 BQ irakiens fuient vers l'Iran afin d'échapper à la campagne de bombardement de la coalition. Ces avions sont saisis et utilisés par les Iraniens à titre de « réparation » pour la guerre Iran-Irak. En 2017, l'Iran comptait 4 biplaces (BQ) et 9 monoplaces (EQ).

L'Irak est un pays stratégique pour des raisons économiques puisqu'il est en 1980 le premier client de la France en matériel militaire et son deuxième fournisseur de pétrole, mais aussi politiques, car il est considéré comme un « verrou » empêchant l'extension de l'islamisme dans la région. Dans les années 1980, tout au long de la guerre Iran-Irak, la France continue de fournir massivement des armes à l'État irakien (dont un total de 121 Mirage F1 livrés à partir de janvier 1981),,,. La vente d'armes à l'Irak fait consensus au sein du gouvernement mais suscite quelques critiques, notamment au sein du parti trotskiste Lutte ouvrière, qui y voit un signe de « l'impérialisme français », soucieux des retombées économiques et bénéfices politiques, aux dépens des peuples iranien et irakien, ou bien de la part du mensuel Le Monde diplomatique qui dénonce la responsabilité des marchands d'armes dans les centaines de milliers voire le million de morts qu'occasionne cette guerre,,. Ces livraisons font aussi craindre des répercussions pour les otages français alors retenus au Liban par des alliés de l'Iran, puisqu'elles font paraître la France comme un ennemi de l'Iran, ce dont le gouvernement se défend,.
En 1987 est dévoilée ce qui deviendra l'affaire Luchaire : une entreprise française a livré illégalement à l'Iran des obus entre 1982 et 1986, avec la complicité du ministère de la Défense français, et ce alors que l'Iran est accusé de crimes de guerre ; l'association Droit contre raison d'État attaque en justice l'entreprise Luchaire (par ailleurs poursuivie par l'État français pour infraction à la législation sur le commerce des armes de guerre) mais est déboutée.

#### Égypte: répression durant la présidence al-Sissi à l'aide d'armes françaises

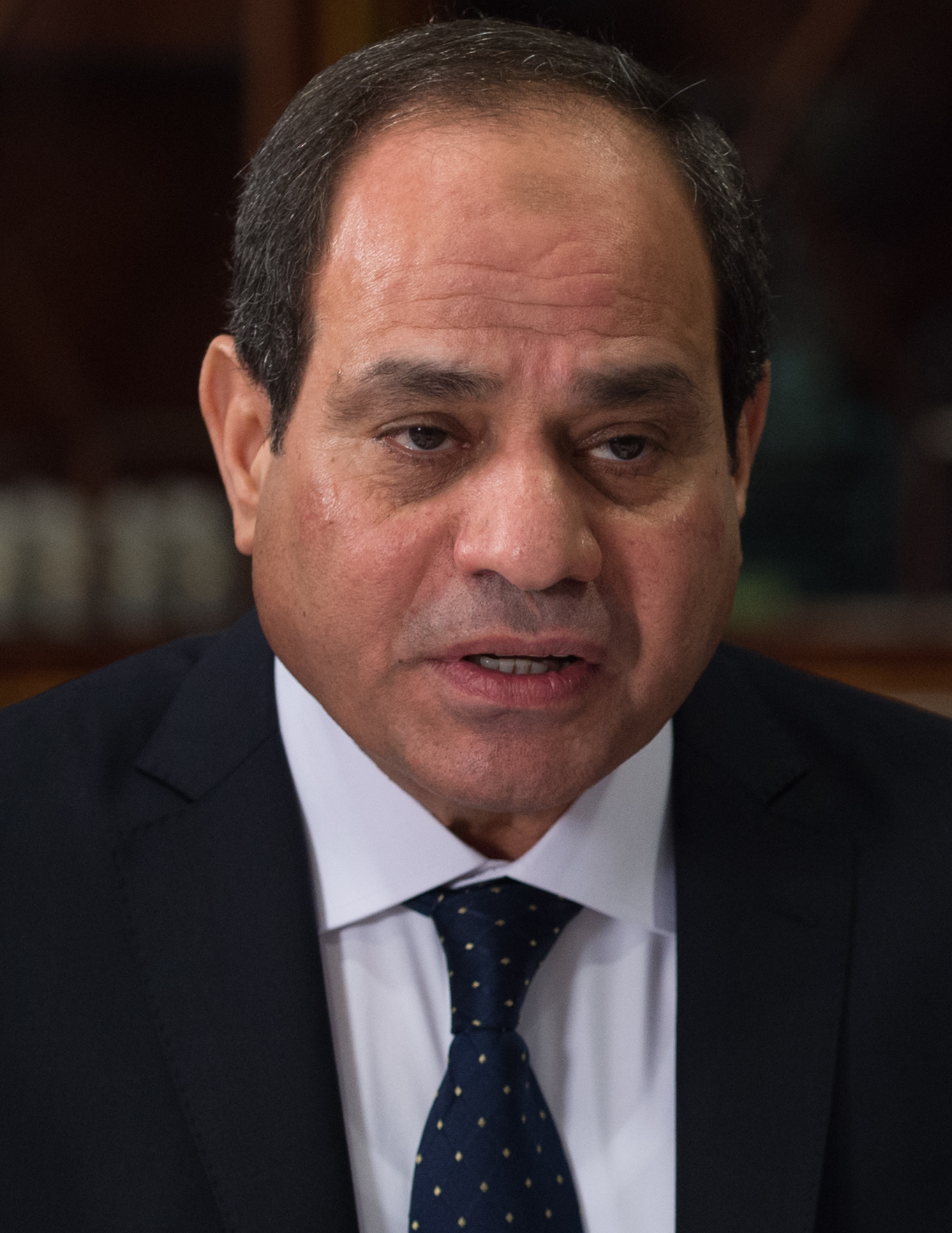
Le chef d'État égyptien (et président depuis 2014) Abdel Fattah al-Sissi en 2017.

De 2013 à 2017, la France est le premier fournisseur d'armes de l'Égypte, qui est depuis 2014 son premier client. Le pays, secoué en 2011 par une révolution, voit son ancien dictateur Hosni Moubarak remplacé par le président Mohamed Morsi. Après un nouveau mouvement populaire, ce dernier est renversé le 3 juillet 2013. Il est remplacé à la tête de l'État par le maréchal Abdel Fattah al-Sissi, qui est élu président de la République avec 96,1 % des suffrages en 2014 (et réélu en 2018) ; il est généralement considéré comme un dictateur,.
Dans un rapport publié en octobre 2018, intitulé « Égypte : des armes françaises au cœur de la répression » et repris par la presse française, l'ONG de défense des droits de l'homme Amnesty International écrit : « La répression a atteint son paroxysme après la destitution du président Mohamed Morsi par l’armée en juillet 2013, les forces de sécurité matant violemment des manifestations. Plusieurs milliers de personnes sont mortes ou ont été blessées, et des milliers de journalistes, de défenseurs des droits humains et de manifestants ont été arrêtés arbitrairement. » La répression vise initialement les Frères musulmans (et toute personne soupçonnée d'en faire partie), puis les journalistes, blogueurs indépendants, juristes, défenseurs des droits de l'homme et enfin les personnes homosexuelles, avec de nombreuses disparitions forcées à la clef,,,.

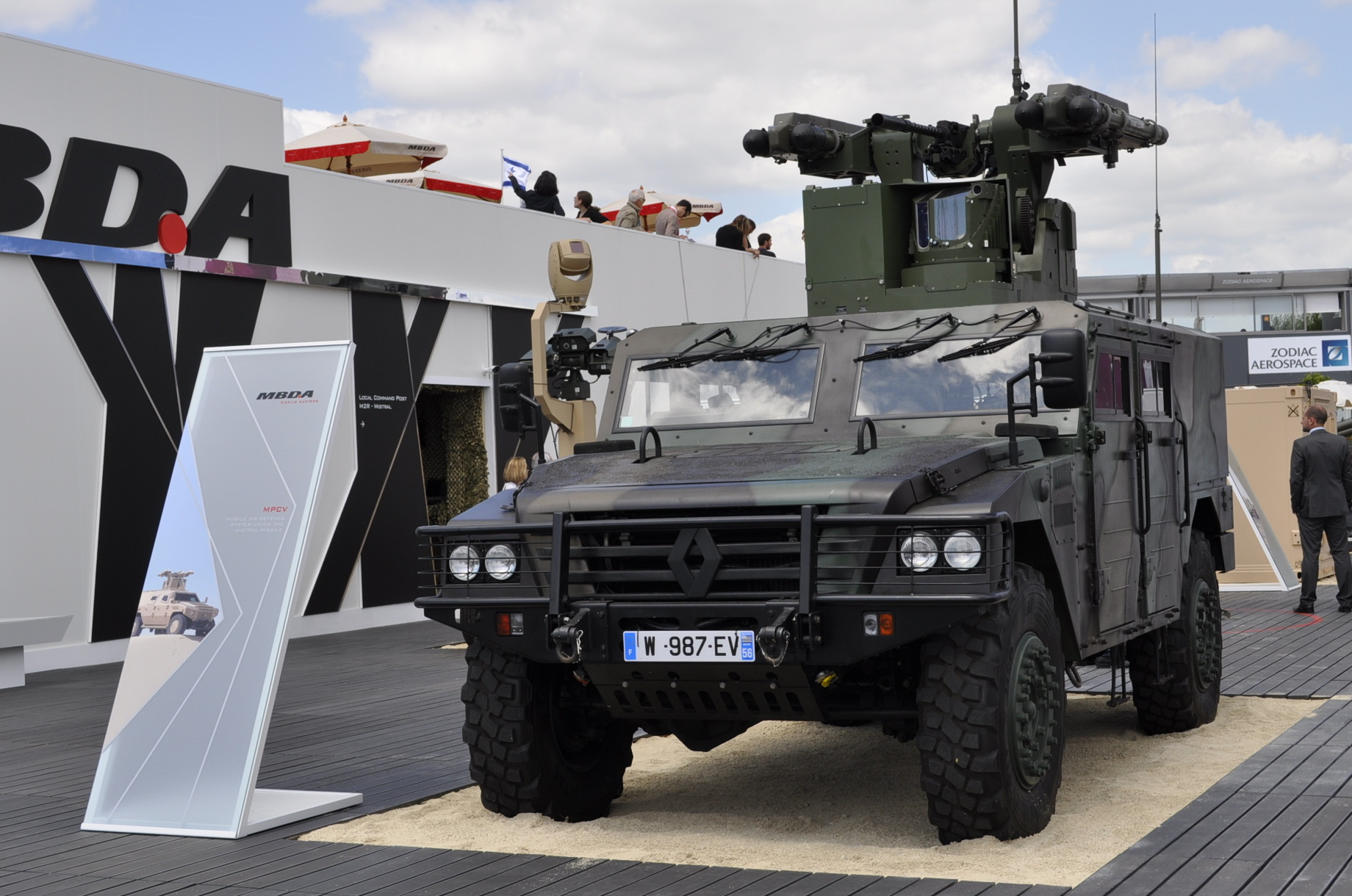
Un Sherpa Light Carrier avec une tourelle lance-missiles sol-air Mistral de Renault Trucks Defense.

La France vend en 2014 à l'Égypte quatre corvettes Gowind. En 2015 sont annoncées la vente de vingt-quatre avions Dassault Rafale, d'une frégate FREMM et de missiles, puis celle de deux navires Mistral. Un nombre indéterminé — estimé à 191 par Amnesty International, qui critique le manque de transparence du gouvernement français — de véhicules terrestres blindés (notamment des Sherpa et MIDS), fabriqués par l'entreprise Renault Trucks Defense (devenue Arquus), est également vendu au pouvoir égyptien entre 2012 et 2014.
Selon les investigations d'Amnesty International, fondées sur l'analyse de photographies et vidéos, les blindés français « ont été déployés par les forces de sécurité égyptiennes alors qu’elles écrasaient les forces d’opposition, tuant et blessant plusieurs milliers de manifestants » ; ils ont notamment été utilisés par les forces de sécurité égyptiennes lors du massacre de la place Rabia-El-Adaouïa (environ 800 morts) en août 2013, ces dernières tirant à balles réelles sur les manifestants depuis les véhicules. Leur usage en 2015 lors d'affrontements meurtriers a aussi été attesté. Les autorités françaises, interrogées, indiquent « n'avoir autorisé l’exportation de matériel militaire que dans le cadre de la lutte contre le terrorisme dans le Sinaï », relate Le Monde ; le régime d'al-Sissi est en effet un partenaire de l'État français en la matière, suscitant des critiques,,. En dépit de ces dernières, 77 autres blindés sont livrés à l’Égypte en 2014,.
Un autre rapport, intitulé « Égypte : une répression made in France » et publié quelques mois auparavant (juillet 2018) par quatre ONG — la Fédération internationale des ligues des droits de l'homme (FIDH), la Ligue des droits de l'homme (LDH), le Cairo Institute for Human Rights Studies (CIHRS) et l'Observatoire des armements — entendait dévoiler « comment l’État et plusieurs entreprises françaises ont participé à la sanglante répression égyptienne des cinq dernières années, en fournissant au régime d’Abdel Fattah al-Sissi du matériel militaire et de surveillance » (cf. infra),,.
Une enquête du média Disclose publiée en 2021 et s'appuyant sur des documents d'État indique que l'État-Major des armées promeut dès 2013 la vente d'armements au régime militaire, solvable et désireux d'en acquérir « avant qu’un nouveau pouvoir démocratique ne lui demande éventuellement des comptes ». L'État-Major et le ministre de la Défense Jean-Yves Le Drian décident dès lors de la politique française vis-à-vis de l'Égypte, au nom de la lutte contre le terrorisme (qui justifie aussi l'opération Sirli), tandis que les réticences des diplomates du ministère des Affaires étrangères sont inaudibles, écrit Disclose.

#### Arabie saoudite et Émirats arabes unis: guerre au Yémen
Depuis 2014, le Yémen est le théâtre d'une guerre civile qui oppose les chiites houthis yéménites, soutenus par l'Iran (chiite) au gouvernement du Yémen. En 2015, une coalition internationale de pays arabes sunnites menée par l'Arabie saoudite intervient au Yémen en soutien au gouvernement — renversé par les Houthis — via l'opération « Tempête décisive ». Cette dernière est suivie d'une opération pérenne, « Restaurer l'espoir », à laquelle participent l'Arabie saoudite et les Émirats arabes unis (EAU) — deux clients fidèles de la France en matière d'armement. Elle prend notamment la forme d'un blocus et de bombardements qui génèrent une « situation humanitaire catastrophique », proche de la famine, selon les Nations unies en 2017.

##### 2014 à 2018

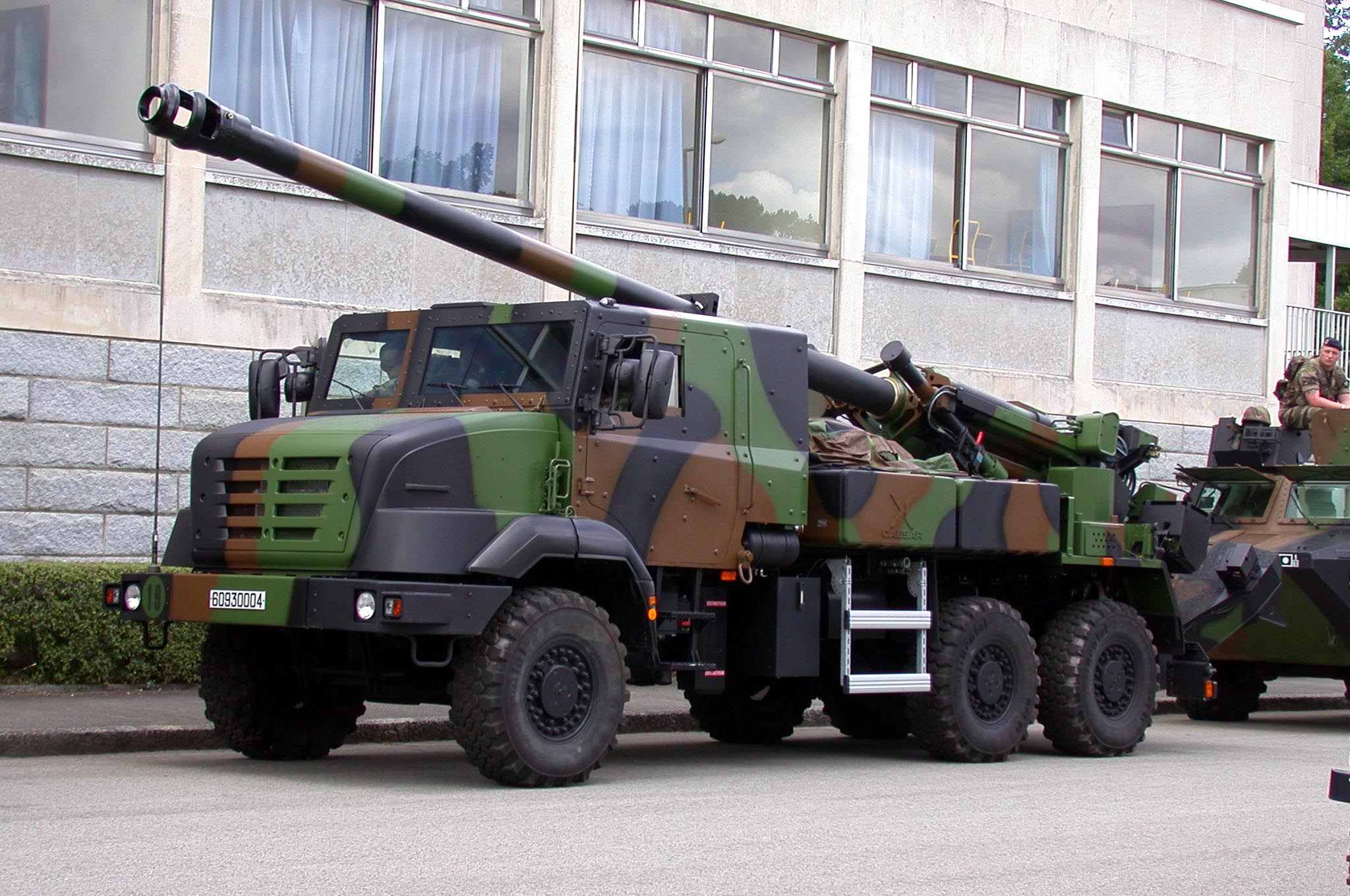
Un camion équipé d'un système d'artillerie (CAESAR), en 2009.

Entre 2008 et 2018, l'Arabie saoudite est le second client de la France (qui représente le troisième fournisseur de celle-ci) en matière d'armements : plus de 130 canons automoteurs CAESAR ainsi que des frégates sont vendus entre 2012 et 2015 à la monarchie pétrolière. Les livraisons d'armes de la France à l'Arabie saoudite se poursuivent à la hausse après l'entrée en guerre de celle-ci au Yémen. En 2015, le montant des armements livrés au royaume s'élève ainsi à 899 millions d'euros ; en 2016, à 1,085 milliard d'euros ; en 2017, à 1,381 milliard d'euros, et en 2018, à 1,398 milliard d'euros.
En ce qui concerne les Émirats arabes unis, la France leur a livré soixante-deux Mirage 2000-9 entre 1998 et 2009, ainsi que des chars Leclerc de Nexter, vendus dans les années 1990 et dont la maintenance et la livraison en munitions sont toujours assurées par la France en 2018.
Un contrat nommé « Donas », signé en 2014, prévoit la livraison de 75 équipements militaires distincts, parmi lesquels des blindés VAB, des hélicoptères Cougar, d'autres CAESAR, des missiles Milan et des corvettes, financés par l'Arabie saoudite qui souhaite officiellement en faire don au Liban. Finalement, les équipements sont livrés à l'Arabie saoudite. Cependant, des salariés de l'industrie française de l'armement témoignent que le matériel avait dès l'origine été conçu pour les conditions montagneuses du Yémen et suggèrent qu'au moment de la signature du contrat en 2014, l'Arabie saoudite planifiait déjà de les utiliser pour la guerre au Yémen,.
Une livraison de munitions de 155 mm destinées aux CAESAR fait notamment l'objet d'un examen de la CIEEMG (cf. supra) en janvier 2017 et — à la suite de l'avis négatif du ministère des Affaires étrangères en la personne de Jean-Marc Ayrault — d'un arbitrage par le président de la République François Hollande qui valide en dernier ressort l'exportation, bien qu'il existe au quai d'Orsay « une crainte qu’on retrouve des armes françaises […] sur le site d’un crime de guerre »,.
En 2016, L'Express relève que « Paris, Londres et Washington, non contents de garder le silence sur les bombardements meurtriers de la coalition menée par l'Arabie Saoudite, continuent de lui vendre des armes ». Alors que l'Arabie saoudite est accusée de crime de guerre (bombardements d'hôpitaux, d'écoles…), des ONG réclament que la France respecte le Traité sur le commerce des armes qu'elle a signé et ratifié,. Plusieurs organisations non gouvernementales continuent de protester les années suivantes,,,.
En 2018, enfin, 79 navires sont livrés aux gardes-côtes saoudiens ; fabriqués par l'entreprise française Chantier Naval Couach, ils sont « susceptibles de participer au blocus du Yémen » selon France Info,,.

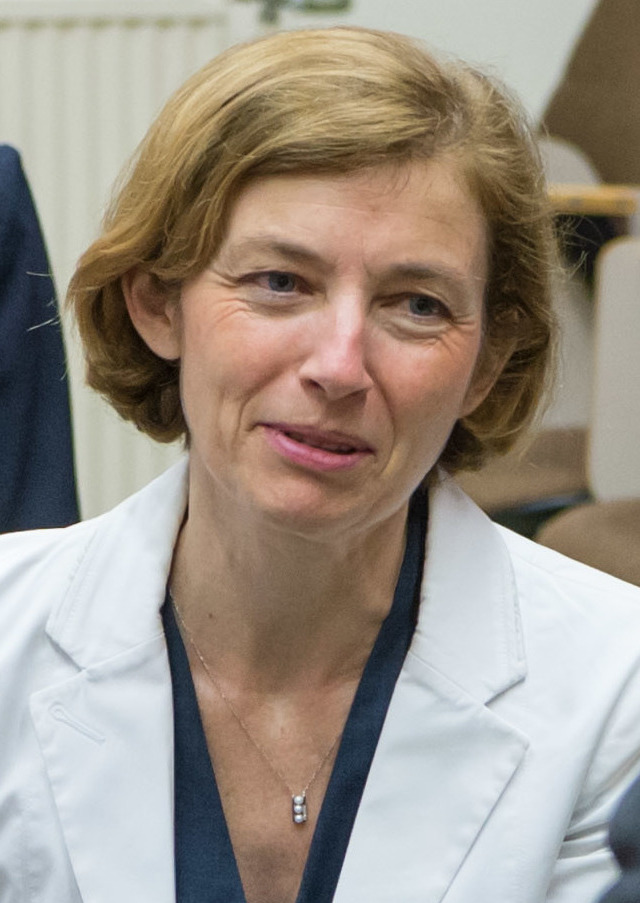
La ministre des Armées française, Florence Parly, en 2017.

En mars 2018, les ONG Action des chrétiens pour l'abolition de la torture (ACAT) et Amnesty International sollicitent un cabinet d'avocats, dont le rapport conclut à « un risque juridiquement élevé que les transferts d’armes soient illicites au regard des engagements internationaux de la France, qu’il s’agisse des dispositions du Traité sur le commerce des armes comme de la Position commune [de l'Union européenne] », l'État pouvant se rendre « complice des crimes de guerre commis au Yémen »,,, tandis qu'une autre ONG, Aser, saisit (sans succès) la juridiction administrative,. Un rapport publié le mois suivant par l'Observatoire des armements, la Fédération internationale pour les droits humains, la Ligue des droits de l'homme et Sisters Arab for Human Rights aboutit à des conclusions semblables,.
En avril 2018, le député Sébastien Nadot dépose une résolution demandant l'ouverture d’une commission d’enquête sur le rôle de la France dans le conflit au Yémen ; plusieurs dizaines de députés se joignent à lui au cours de l'année, mais la commission des Affaires étrangères bloque l'initiative,,, ; elle crée néanmoins une « mission parlementaire » sur le sujet en novembre.
Après l'assassinat du journaliste saoudien Jamal Khashoggi le 2 octobre 2018 dans le consulat saoudien en Turquie, qui fait grand bruit, l'Allemagne, dont l'industrie militaire française dépend pour certaines pièces détachées, décide de suspendre ses livraisons d'armes à l'Arabie saoudite, ; le président français Emmanuel Macron estime la décision « démagogique » et refuse tout embargo de la France à l'égard de la monarchie saoudienne, tandis que les Nations unies alertent quant au « danger clair et présent d’une famine imminente et géante » au Yémen,,,,,,. Début 2019, après que l'Allemagne a prolongé l'embargo visant le royaume, la France et le Royaume-Uni font pression — sans franc succès — pour qu'elle y mette fin,,.

##### 2019 à 2020
En avril 2019, le média d'investigation Disclose publie sa première enquête, consacrée aux armes françaises au Yémen, intitulée « Made in France ». Une note classée confidentiel-défense, rédigée en 2018 par la direction du Renseignement militaire (DRM), atteste de l'utilisation d'armes françaises au Yémen : des CAESAR d'une portée de 42 kilomètres sont présents côté saoudien, à proximité de la frontière, à des fins défensives, mais « appuient également les troupes loyalistes, épaulées par les forces armées saoudiennes, dans leur progression en territoire yéménite », si bien que la DRM estime que 437 000 personnes peuvent être touchées par des bombardements. Or, selon le journal d'investigation, 52 tirs d’artillerie ont visé les périmètres exclusivement couverts par ces canons français, tuant 35 civils. D'autre part, des chars Leclerc vendus par la France aux Émirats arabes unis sont utilisés lors d'offensives de la coalition sur le territoire yéménite, selon les journalistes de Disclose. Dans les deux cas, « contrairement au discours officiel de Paris, le matériel vendu à Riyad sert de façon offensive et non simplement défensive », analyse Libération. Enfin, deux navires (la frégate saoudienne Al Makkah 814 de type F 3000 S et une corvette émiratie Classe Baynunah) et plusieurs hélicoptères de fabrication française participent au blocus du port d'Al-Hodeïda, contribuant « à gêner les livraisons de nourriture dans un pays sujet à la famine », écrit Le Monde, voire servant une « stratégie de la famine », estime Radio France,. Un troisième navire, une frégate saoudienne Classe Al Madinah, a également participé au blocus jusqu'à sa mise hors-combat en janvier 2017, ; livrée en 1985, la frégate est modernisée par la France (Naval Group) à compter de 2013,,.
Une enquête menée par le média néerlandais Lighthouse Reports et Disclose, notamment, publiée en septembre 2019, précise ces informations en identifiant plusieurs bâtiments émiratis et saoudiens impliqués dans le bloc naval.
En janvier 2019, au micro de France Inter, la ministre des Armées Florence Parly affirmait n'avoir « pas connaissance du fait que des armes [françaises] soient utilisées directement dans ce conflit », ce qui amène Disclose à évoquer un « mensonge d'État ». Les journalistes relèvent également qu'un nouveau contrat de vente d'armements, nommé « ARTIS », a été signé entre l'Arabie saoudite et l'industriel Nexter en décembre 2018 alors que la ministre affirmait qu'aucune négociation n'était en cours,,,. Florence Parly indique n'avoir « pas d’éléments de preuve […] que des armes françaises sont à l’origine de victimes civiles au Yémen ». Selon le journaliste du Canard enchaîné Claude Angeli, « la France est mêlée à une guerre inadmissible » et il s'agirait d'une « cobelligérance ».

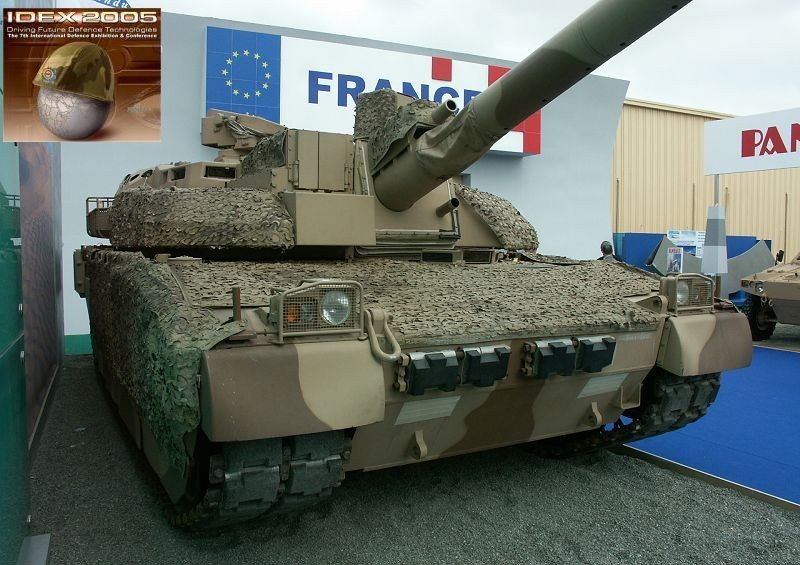
Un char Leclerc émirati, photographié en 2005.
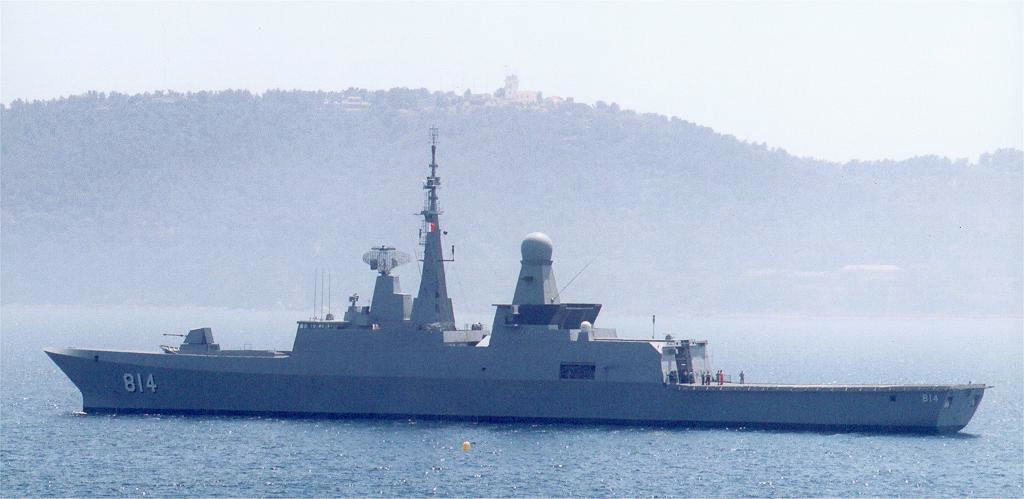
La frégate saoudienne Al Makkah (ici en 2005), qui participe au blocus.
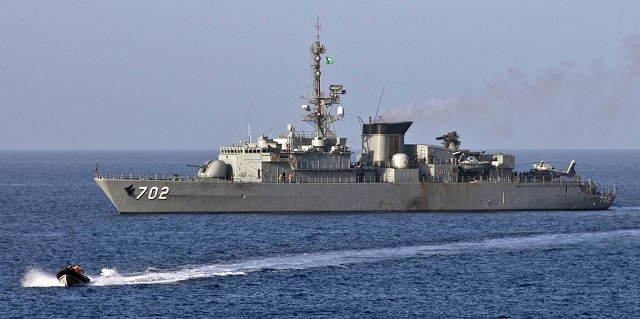
La frégate saoudienne Al Madinah, en janvier 2017.

Début mai, une livraison d'armes qui devaient transiter par le port du Havre n'a finalement pas lieu, après les protestations d'ONG,, ; le syndicat CGT des dockers de Marseille indique quant à lui refuser de charger des armes à bord d'un navire saoudien,. Le même mois, trois journalistes de Disclose et un journaliste de la cellule d'investigation de Radio France sont convoqués par la direction générale de la Sécurité intérieure (DGSI) pour « compromission du secret de la défense nationale » après la publication de leur enquête,, suscitant la critique d'une quarantaine de sociétés de journalistes et rédacteurs qui y voient une intimidation de la presse,. La journaliste Valentine Oberti et deux de ses collègues de l'émission Quotidien — dont la production a cependant censuré les informations en sa possession, selon Jean-Baptiste Rivoire — ont été convoqués en février pour un motif similaire.
Le 3 septembre 2019, un groupe d'experts constitué par le Haut-Commissariat des Nations unies aux droits de l'homme publie un rapport qui constate une « multitude de crimes de guerre » dans le conflit au Yémen, commis par l'ensemble des belligérants. Il interroge notamment la légalité des transferts d'armes de la France, du Royaume-Uni et des États-Unis aux pays de la coalition et « il demande instamment [aux États tiers] de s'abstenir de fournir des armes susceptibles d'être utilisées dans le conflit »,,,.

#### Vente de systèmes de surveillance des télécommunications à la Libye, à l'Égypte et au Maroc
En 2007, par l'intermédiaire de Ziad Takieddine, l'entreprise française Amesys vend à la Libye, sous le joug de la dictature de Mouammar Kadhafi, une technologie de surveillance de masse des télécommunications, utilisant notamment la technique du deep packet inspection (DPI), sous le nom commercial d'Eagle, ainsi que le révèlent courant 2011 Reflets.info, puis OWNI, The Wall Street Journal et Mediapart,,, ; elle permet d'espionner l'ensemble de la population libyenne, et à terme d'arrêter et de torturer des civils. L'association Sherpa dépose une plainte en septembre 2011, puis la Fédération internationale pour les droits humains (FIDH), la Ligue des droits de l'homme (LDH) portent plainte pour « complicité d’actes de torture en Libye »,. « C'est peu dire que la plainte a été reçue avec des pincettes », écrit Le Monde : une enquête est en effet ouverte par un juge d'instruction mais contre l'avis du procureur de Paris (sur ordre du procureur général).
Or si le secrétariat général de la Défense et de la Sécurité nationale (SGDSN) confirme en août 2011 à OWNI qu'une autorisation de la Commission interministérielle pour l'étude des exportations de matériels de guerre (CIEEMG) est en principe requise « pour les produits de guerre électronique » (cf. supra), le porte-parole du ministère des Affaires étrangères indique le mois suivant au journal Le Monde que le logiciel Eagle « ne fait pas l'objet d'un contrôle à l'exportation »,, tandis que le SGDSN précise à OWNI qu'Eagle « ne figure ni dans la liste française des "matériels soumis à une procédure spéciale d’exportation", ni dans celle – européenne – des "biens et technologies à usage dual" »,.
En 2012, la FIDH et la LDH dénoncent une autre entreprise française, Qosmos, sous statut confidentiel-défense, dont elles affirment qu'elle a vendu un système similaire au régime syrien de Bachar el-Assad ; le journaliste de Télérama Olivier Tesquet souligne qu'il existe un vide juridique s'agissant de l'exportation d'armes numériques, le SGDSN ayant assuré que la CIEEMG n'est pas compétente « dans le domaine des systèmes de surveillance informatique ». Une information judiciaire est ouverte, tandis que l'entreprise assure qu'elle s'est désengagée du projet commercial concerné et « qu'aucun de ses équipements ou logiciels n'a jamais été opérationnel en Syrie ». Qosmos avait également contribué au logiciel Eagle d'Amesys en 2007 sans que sa technologie ne soit in fine opérationnelle en Libye.
Bull (propriétaire d'Amesys) comme Qosmos ont bénéficié d'investissements publics du Fonds stratégique d'investissement (FSI).
En juillet 2017, le magazine Télérama publie de nouvelles révélations : « la société Amesys a changé de nom et d’actionnaire pour vendre ses services au nouveau pouvoir égyptien » — celui du dictateur Abdel Fattah al-Sissi — ce avec le consentement tacite de l'État français,. En 2014, un émissaire des Émirats arabes unis (EAU) passe commande à Stéphane Salies, ancien salarié et nouveau propriétaire d'Amesys (qu'il a remplacée par deux sociétés intitulées Nexa Technologies et Advanced Middle East Systems), d'un système d'écoute destiné à l'Égypte ; c'est une version mise à jour du logiciel Eagle, nommée Cerebro, qui est ainsi livrée aux services de renseignements égyptiens. Lorsque Stéphane Salies demande en juillet 2014 une licence d’exportation à la Commission interministérielle des biens à double usage (Cibdu), celle-ci refuse de statuer, ne l'interdisant ni ne l'autorisant. En 2016 et 2017, Nexa Technologies obtient cependant neuf licences d’exportation. « Si l'État avait promis plus de transparence et de garanties après l’affaire libyenne, ce nouveau dossier agit comme un cruel révélateur des carences du contrôle », estime le journaliste Olivier Tesquet, tandis que la FIDH et la LDH s'émeuvent de cette vente « à un pays où la violation des droits de l’homme est constante »,,. Une information judiciaire est ouverte en décembre pour « complicité d’actes de torture et disparitions forcées ».
En novembre 2017, le site Reflets.info révèle qu'Amesys a également vendu en 2010 un système de surveillance du trafic Internet au Maroc, dont les fonctionnalités ont été améliorées en 2012 par les deux entreprises ayant succédé à Amesys, Nexa Technologies et Advanced Middle East Systems,. Ce en dépit des critiques récurrentes des ONG de défense des droits de l'homme concernant le Maroc ; « Business as usual », écrit la journaliste de Libération Amaelle Guiton.
En mars 2018, Télérama découvre qu'une autre entreprise française, Ercom — qui fournit en technologies de sécurité informatique l'Élysée, le ministère des Affaires étrangères et celui de la Défense, et bénéficie d'un financement public de 18 millions d'euros par la Bpifrance, successeur du FSI — « équipe le régime autoritaire égyptien en systèmes de surveillance de masse ». Sa filiale Suneris comprend notamment une quarantaine de salariés « habilités secret défense, [qui] travaillent sur des systèmes de surveillance de masse écoulés à l’étranger : en Côte d'Ivoire, au Mali, au Gabon, au Bahreïn, en Arabie saoudite ». Financée là encore par les Émirats arabes unis, la technologie d'interception des appels téléphoniques et SMS est livrée en 2014 au renseignement militaire égyptien après avoir reçu une autorisation d'exportation de la Cibdu,.

#### Armement de la Russie
Après l'invasion de l'Ukraine par la Russie en 2022, les médias Disclose et Le Nouvel Obs ainsi que l'ONG Observatoire des armements révèlent que la France a contourné l'embargo imposé par l'Union européenne sur les exportations d'armes à la Russie, décidé à la suite de l'annexion de la Crimée par la Russie en 2014, en s'appuyant sur plusieurs failles, notamment la possibilité de continuer à honorer des contrats antérieurs à l'embargo,,.
Entre 2015 et 2021, des entreprises françaises ont fourni à la Russie pour plus de 150 millions d’euros de composants utilisés dans ses armements, et certaines livraisons n'ont cessé qu'en août 2022, six mois après l'invasion russe. Entre autres composants, les entreprises Thalès et Safran ont livré des caméras thermiques servant au système de visée de chars d'assault russes utilisés en Crimée dès 2014 et toujours utilisés en Ukraine en 2022 ; Thalès a également fourni plusieurs composants (dont des systèmes TACAN) équipant les Soukhoï Su-30, auteurs de nombreux bombardements en Ukraine, tandis que Safran — qui a aussi ouvert des usines en Russie — équipait les hélicoptères Kamov Ka-52 et que Lynred fournissait l'optique des drones Orlan-10, appareils actifs sur le théâtre d'opération ukrainien. La présence effective de certains de ces composants de fabrication française dans les armements russes utilisés en Ukraine a été établie avant et après 2022,,,.

#### Vente de matériel à Israël

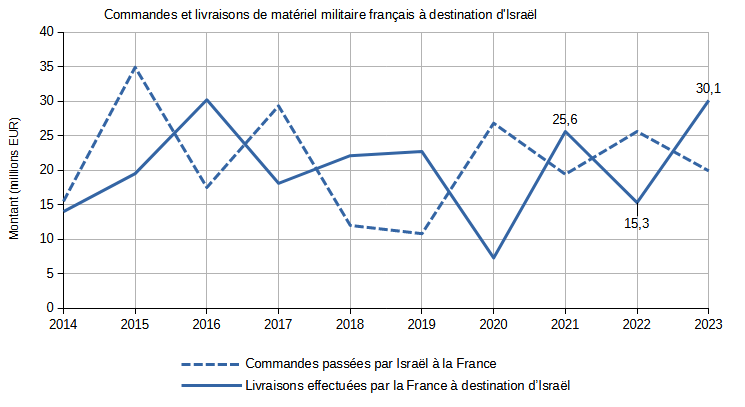
Source : Rapport au Parlement sur les exportations d’armement de la France (annexes 5 et 9).

À partir de 2023, dans le contexte de la guerre à Gaza, durant laquelle des raids et bombardements menés par Tsahal dans la bande de Gaza font des milliers de victimes civiles, susceptibles d'être un génocide, les ventes d'armements par la France à l'État hébreu et le manque de transparence les entourant font l'objet de critiques. Selon le Rapport au Parlement 2024 sur les exportations d'armement de la France, la France a ainsi livré pour 30 millions d'euros de matériel de guerre — sans que leur nature précise ne soit précisée et sans que le ministère des Armées ne soit capable de dire si ces livraisons sont intervenues avant ou après le début de la guerre —, et accordé 176 millions d’euros de licences d'exportation à Israël, dont certaines ont ensuite été suspendues,.
Selon le ministère des Armées, les armes livrées ne sont pas offensives et sont uniquement destinées à la défense d'Israël. Néanmoins, plusieurs révélations successives des médias Disclose et Marsactu contredisent cette affirmation. L'entreprise française Eurolinks livre ainsi à Israël, en mars 2024, des maillons de munitions calibre 5,56 susceptibles d'être destinées aux IMI Negev utilisées par l'armée israélienne, bien que la France n'ait accordé une licence que pour une réexportation. En juin 2024, l'entreprise française Thales livre à la société israélienne Elbit Systems deux transpondeurs équipant son drone Hermes 900, modèle impliqué dans les bombardements de cibles civiles dans l'enclave palestinienne et suspecté d'avoir bombardé l’hôpital de Khan Younes en février 2024 ; selon Thalès, ces deux transpondeurs ont en réalité été réexportés.

### Corruption: commissions et rétrocommissions
Le recours à des intermédiaires corrupteurs qui versent à leur tour des commissions à des agents publics étrangers pour inciter les décideurs d'un État à acquérir un armement fait l'objet de critiques. Jusqu'à la transposition dans le droit français de la Convention de l'OCDE contre la corruption en 2000, ces commissions sont néanmoins légales en France (sans nécessairement l'être dans le pays destinataire). Elles donnent cependant parfois lieu à des rétrocommissions, illégales, au bénéfice de personnalités ou partis politiques français.

#### Avant 2000
En particulier à partir des années 1970, ces commissions sont omniprésentes ; « la corruption gangrène [alors] les ventes d'armes », écrit la journaliste Anne Poiret tandis que son confrère Jean Guisnel évoque une « corruption massive ». Christian Mons-Catoni, ancien président du Conseil des industries de défense françaises (CIDEF), qui représente l'industrie de l'armement, témoigne : « Avant les années 2000, la corruption dépassait parfois les 15 % [du montant du contrat] ! C'étaient des pratiques commerciales contestables, détestables mais "officielles" ». En effet, jusqu'à la fin du siècle, les commissions, officiellement qualifiées de « frais commerciaux exceptionnels » (FCE), ouvrent droit à une déduction fiscale après déclaration et accord du ministère de l'Économie et des Finances,.
L'ancien ministre de la Défense (de 1991 à 1993) Pierre Joxe déplore auprès d'Anne Poiret leur existence : « Le commerce des armes est un des domaines dans lesquels la corruption est la plus développée. In fine, les décisions d'achat sont prises par des hommes seuls — les chefs d'État ou un de leurs proches, souvent le ministre de la Défense. […] Une petite commission [de 2 %] peut amener beaucoup d'argent. […] La France a été très active dans ce domaine. »
À titre d'exemple, selon des documents divulgués par WikiLeaks et une enquête réalisée par les journaux Mediapart, Der Spiegel et La Repubblica, la vente aux Émirats arabes unis, en 1993, de plusieurs centaines de chars Leclerc par l'entreprise GIAT (propriété de l'État) a fait l'objet d'une commission (alors légale) de 195 millions de dollars à un colonel et homme d'affaires émirati. Elle transite par une société offshore domiciliée dans un paradis fiscal, créée pour « fournir un véhicule approprié à la corruption d’officiels des Émirats arabes unis », d'après GIAT elle-même,.
En matière d'exportations d'armements, des soupçons sont régulièrement émis quant à l'existence de rétrocommissions qui permettraient l'enrichissement illégal d'industriels et de personnalités ou partis politiques français, y compris avec de l'argent public, bien que la justice n'ait jamais pu l'établir,.

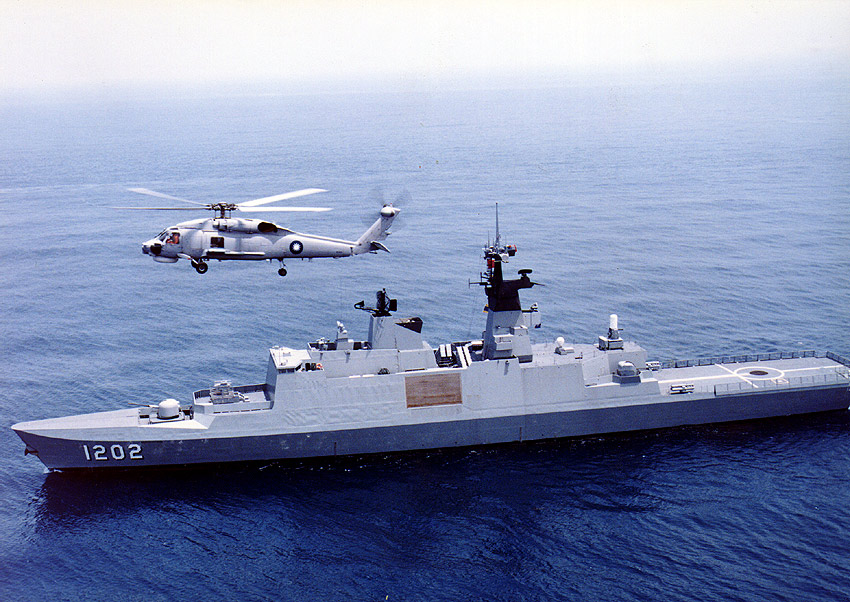
La frégate Kang Ding est l'un des six bâtiments vendus à Taïwan en 1991.

Plusieurs affaires politico-financières liées aux ventes d'armes de la France font apparaître des commissions et d'hypothétiques rétrocommissions, en particulier :
- L'affaire Karachi[371] : la vente au Pakistan, en 1994, de trois sous-marins de classe Agosta construits par DCN (devenu Naval Group), opérée par l'intermédiaire de la société française d’exportation de matériel militaire et aéronautique (Sofma ; un office d'armement) fait l'objet de commissions (alors légales) que des hommes d'affaires doivent reverser à des « fonctionnaires, ministres, militaires et membres des services de sécurité pakistanais », relate Libération[372]. La vente de trois frégates militaires classe Lafayette à l'Arabie saoudite, la même année, fait également l'objet de commissions[373],[374]. Après l'attentat de Karachi survenu en 2002, l'ancien Premier ministre Édouard Balladur (1993-1995) et des proches sont accusés par la justice française d’avoir bénéficié de rétrocommissions pour financer sa campagne pour l'élection présidentielle de 1995[375],[376].
- L'affaire des frégates de Taïwan : en août 1991, la France vend six frégates F-3000 (dérivées de la Classe Lafayette) à Taïwan pour 15,6 milliards de francs (soit 2,8 milliards de dollars[377]) répartis entre Thomson-CSF et l'entreprise publique DCN ; l'article 18 du contrat interdit tout versement de commissions à des intermédiaires[378]. Mais les industriels français rémunèrent à hauteur de 600 millions de dollars un intermédiaire taïwanais chargé de corrompre des compatriotes[378]. Le pays acquéreur le découvre et, après un jugement devant un tribunal arbitral en 2010, obtient le remboursement de 630 millions d'euros, dont 17 % sont versés par Thomson-CSF et 73 % par les contribuables français[377],[378],[379]. L'affaire voit aussi émerger des soupçons de rétrocommissions qui auraient bénéficié à des Français[378] ; l'enquête confiée au juge d'instruction Renaud Van Ruymbeke échoue cependant à le démontrer, si bien qu'elle se conclut par un non-lieu en 2008. Le journaliste Jean Guisnel écrit : « La classe politique a fait bloc pour interdire au magistrat d'accéder aux documents classés secret défense qui lui auraient peut-être permis d'identifier d'éventuels bénéficiaires de commissions illégales »[378]. Van Ruymbeke dénonce alors le fait que l'État lui a opposé le secret défense[380]. Une décennie plus tard, il témoigne des difficultés rencontrées dans ce type de dossiers : « À chaque fois, le travail du juge se heurte au secret-défense. Il n'a pas accès aux informations qui lui sont nécessaires »[381]. L'affaire des frégates de Taïwan est par ailleurs émaillée d'un assassinat et de plusieurs morts suspectes[378],[380],[382].

#### Après 2000

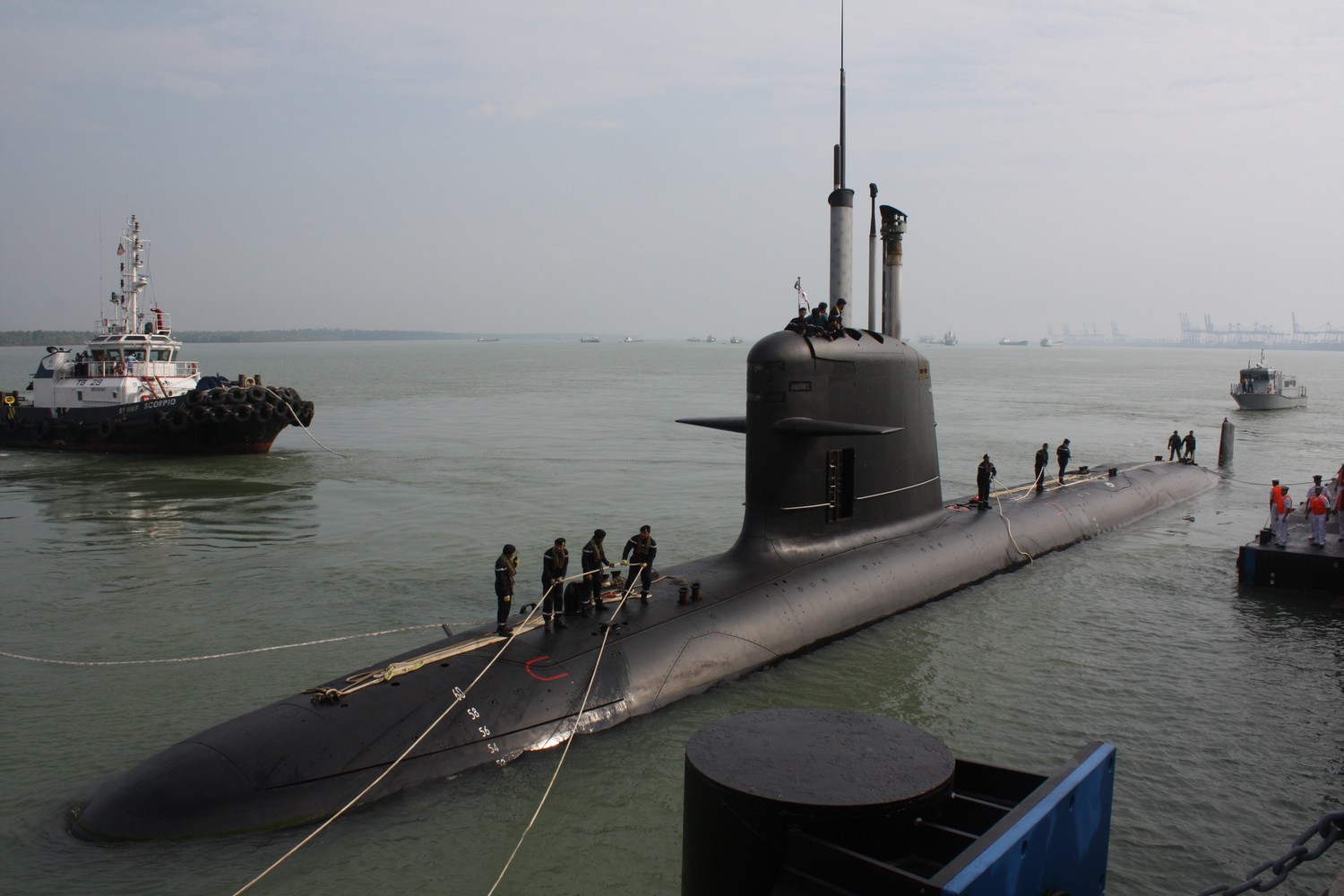
Le Tunku Abdul Rahman, l'un des deux sous-marins de la classe Scorpène vendus à la Malaisie.

La transposition dans le droit français de la convention de l'OCDE contre la corruption, en juin 2000, et son entrée en vigueur le 29 septembre de la même année, mettent fin à la légalité des commissions,,, en créant le délit de corruption active d'agent public étranger. Le recours à des intermédiaires demeure possible, à condition que leur rémunération soit traçable et ne serve pas au versement de dessous-de-table à des tiers,. Selon certains observateurs, il s'agit d'une défaite majeure pour l'industrie d'armement française, pénalisée par rapport à des concurrents de pays étrangers qui n'ont pas renoncé à la corruption.
Selon Challenges, les commissions versées aux intermédiaires sont dès lors bien moins élevées et mieux contrôlées ; en 2010, les pots-de-vin, sans avoir totalement disparu, seraient plus rares. Le journaliste Romain Mielcarek signale quant à lui une pratique en vogue dans les années 2010 : « la facturation d'études bidons via des cabinets de conseil » faisant office de commissions ou de rétrocommissions.
Anne Poiret relève en 2019 que « les "affaires", de fait, ont continué à défrayer la chronique judiciaire ». Parmi celles-ci, la vente de deux sous-marins de la classe Scorpène et d'un autre de la classe Agosta à la Malaisie, en 2002, par DCN et Thales, est suspectée par les justices française et malaisienne d'avoir fait l'objet de versements de commissions occultes au ministre de la Défense malais de l'époque, Najib Razak, par l'intermédiaire de l'un de ses conseillers, Abdul Razak Baginda,, ; plusieurs anciens dirigeants français de DCN et Thales sont mis en examen pour corruption (qu'ils nient) entre 2015 et 2017. L'affaire a été déclenchée par l'assassinat, en 2006, d'une interprète mongole, maîtresse de Razak Baginda.

### Position des Églises et des syndicats
Dans les années 1970, les Églises de France, protestante comme catholique, se montrent critiques quant à l'importance en France des exportations d'armement. Les syndicats tels que la Confédération générale du travail (CGT) ou la Confédération française démocratique du travail (CFDT) condamnent également à cette période la politique d'exportation de la France, particulièrement quand des armes sont livrées à des pays peu démocratiques, mais attachent de l'importance aux emplois de l'industrie de l'armement et souhaitent une reconversion de ce secteur.
Au cours de la décennie 2010, l'Église catholique de France apparaît divisée sur la question, rapporte La Croix.